# Hoofdklasse B 1955/56/Wedstrijden
De wedstrijden van het Nederlandse Hoofdklasse voetbal uit het seizoen 1955/56 was het tweede seizoen van de hoogste professionele Nederlandse voetbalcompetitie voor mannen. Het seizoen bestond uit 34 speelronden van elk negen wedstrijden. De competitie begon op 28 augustus 1955 en duurde tot 10 juni 1956.

## Speelronde 1
|                  |                 |       |                                                                            |                                     |
| 28 augustus 1955 | PSV             | 1 – 5 | SC Enschede                                                                | Stadion: Philips Stadion, Eindhoven |
| 28 augustus 1955 | Coen Dillen 27' |       | 4' Arend van der Wel 55', 69' Abe Lenstra 80' Hennie Oonk 90' Joop Janssen | Stadion: Philips Stadion, Eindhoven |
| 28 augustus 1955 |                 |       |                                                                            | Stadion: Philips Stadion, Eindhoven |
| 28 augustus 1955 |                 |       |                                                                            | Stadion: Philips Stadion, Eindhoven |
|                  |                 |       |                                                                            |                                     |

|                  |                                        |       |                      |                                        |
| 28 augustus 1955 | Elinkwijk                              | 3 – 1 | EDO                  | Stadion: Amsterdamsestraatweg, Utrecht |
| 28 augustus 1955 | Evert-Jan Vonk 5', 43' Jan Huntink 28' |       | 75' Ferry Pettersson | Stadion: Amsterdamsestraatweg, Utrecht |
| 28 augustus 1955 |                                        |       |                      | Stadion: Amsterdamsestraatweg, Utrecht |
| 28 augustus 1955 |                                        |       |                      | Stadion: Amsterdamsestraatweg, Utrecht |
|                  |                                        |       |                      |                                        |

|                  |                                                         |       |                                       |                                |
| 28 augustus 1955 | GVAV                                                    | 3 – 2 | D.F.C.                                | Stadion: Oosterpark, Groningen |
| 28 augustus 1955 | Jaap van Oosten 4' Johnny de Grooth 17' Alie Kruger 29' |       | 65' Freek Bellaard 84' Sjef Collombon | Stadion: Oosterpark, Groningen |
| 28 augustus 1955 |                                                         |       |                                       | Stadion: Oosterpark, Groningen |
| 28 augustus 1955 |                                                         |       |                                       | Stadion: Oosterpark, Groningen |
|                  |                                                         |       |                                       |                                |

|                  |                                                            |       |                          |                              |
| 28 augustus 1955 | Rapid JC                                                   | 4 – 1 | Feijenoord               | Stadion: Kaalheide, Kerkrade |
| 28 augustus 1955 | Hubert Hanneman 8', 85' Noud van Melis 38' Johan Adang 89' |       | 75' Gerard van de Korput | Stadion: Kaalheide, Kerkrade |
| 28 augustus 1955 |                                                            |       |                          | Stadion: Kaalheide, Kerkrade |
| 28 augustus 1955 |                                                            |       |                          | Stadion: Kaalheide, Kerkrade |
|                  |                                                            |       |                          |                              |

|                  |                           |       |                                          |                                     |
| 28 augustus 1955 | Sittardia                 | 2 – 2 | De Graafschap                            | Stadion: Sittardia-terrein, Sittard |
| 28 augustus 1955 | Harie Ehlen 6', (pen) 70' |       | 41' Henk Welgraven 65' Gerard Selderhuis | Stadion: Sittardia-terrein, Sittard |
| 28 augustus 1955 |                           |       |                                          | Stadion: Sittardia-terrein, Sittard |
| 28 augustus 1955 |                           |       |                                          | Stadion: Sittardia-terrein, Sittard |
|                  |                           |       |                                          |                                     |

|                  |                                                            |       |                        |                                    |
| 28 augustus 1955 | MVV                                                        | 5 – 1 | Alkmaar '54            | Stadion: De Boschpoort, Maastricht |
| 28 augustus 1955 | Albert Ummels 13', 36' Jo Toennaer 24', 28' J. Willems 49' |       | 83' Henk van der Sluis | Stadion: De Boschpoort, Maastricht |
| 28 augustus 1955 |                                                            |       |                        | Stadion: De Boschpoort, Maastricht |
| 28 augustus 1955 |                                                            |       |                        | Stadion: De Boschpoort, Maastricht |
|                  |                                                            |       |                        |                                    |

|                 |                                |       |                                                            |                                 |
| 29 januari 1956 | SHS                            | 3 – 6 | Willem II                                                  | Stadion: Houtrust, Scheveningen |
| 29 januari 1956 | Jan van Geen 19', -' Ab Kentie |       | 27', 48', -', 68' Jan van Roessel -', -' Sjel de Bruyckere | Stadion: Houtrust, Scheveningen |
| 29 januari 1956 |                                |       |                                                            | Stadion: Houtrust, Scheveningen |
| 29 januari 1956 |                                |       |                                                            | Stadion: Houtrust, Scheveningen |
|                 |                                |       |                                                            |                                 |

|                 |                               |       |                      |                                      |
| 29 januari 1956 | BVV                           | 3 – 1 | Emma                 | Stadion: De Vliert, 's-Hertogenbosch |
| 29 januari 1956 | Max van Beurden 25', 35', 79' |       | 47' Wim van der Gaag | Stadion: De Vliert, 's-Hertogenbosch |
| 29 januari 1956 |                               |       |                      | Stadion: De Vliert, 's-Hertogenbosch |
| 29 januari 1956 |                               |       |                      | Stadion: De Vliert, 's-Hertogenbosch |
|                 |                               |       |                      |                                      |

|                 |                                                  |       |                                                                     |                             |
| 29 januari 1956 | De Volewijckers                                  | 2 – 6 | SVV                                                                 | Stadion: Mosveld, Amsterdam |
| 29 januari 1956 | Bep van Breenen 64' Simon van der Oord (pen) 76' |       | 24', 90' Kees Maltha 40', 84', -' Gerrit van Pelt 62' Henk Könemann | Stadion: Mosveld, Amsterdam |
| 29 januari 1956 |                                                  |       |                                                                     | Stadion: Mosveld, Amsterdam |
| 29 januari 1956 |                                                  |       |                                                                     | Stadion: Mosveld, Amsterdam |
|                 |                                                  |       |                                                                     |                             |

## Speelronde 2
|                  |                                                                |       |                                                             |                            |
| 4 september 1955 | Emma                                                           | 3 – 4 | De Volewijckers                                             | Stadion: Reeweg, Dordrecht |
| 4 september 1955 | De Bruin 52' Wim van der Gaag 67' Janus van der Gijp (pen) 88' |       | 18' Piet van der Muts 24', -' Tom Weening 30' Dick Schenkel | Stadion: Reeweg, Dordrecht |
| 4 september 1955 |                                                                |       |                                                             | Stadion: Reeweg, Dordrecht |
| 4 september 1955 |                                                                |       |                                                             | Stadion: Reeweg, Dordrecht |
|                  |                                                                |       |                                                             |                            |

|                  |                                                        |       |                |                             |
| 4 september 1955 | SC Enschede                                            | 3 – 1 | MVV            | Stadion: Heekpark, Enschede |
| 4 september 1955 | Joop Janssen 25' Abe Lenstra 86' Arend van der Wel 87' |       | 55' J. Willems | Stadion: Heekpark, Enschede |
| 4 september 1955 |                                                        |       |                | Stadion: Heekpark, Enschede |
| 4 september 1955 |                                                        |       |                | Stadion: Heekpark, Enschede |
|                  |                                                        |       |                |                             |

|                  |                                                     |       |                                    |                                     |
| 4 september 1955 | SVV                                                 | 4 – 2 | Elinkwijk                          | Stadion: Frankelandsedijk, Schiedam |
| 4 september 1955 | Kees Maltha 12' Gerrit van Pelt 22', (pen) 40', 85' |       | 63' Evert-Jan Vonk 77' Eef Westers | Stadion: Frankelandsedijk, Schiedam |
| 4 september 1955 |                                                     |       |                                    | Stadion: Frankelandsedijk, Schiedam |
| 4 september 1955 |                                                     |       |                                    | Stadion: Frankelandsedijk, Schiedam |
|                  |                                                     |       |                                    |                                     |

|                  |                 |       |                                      |                                    |
| 4 september 1955 | EDO             | 1 – 2 | GVAV                                 | Stadion: Noordersportpark, Haarlem |
| 4 september 1955 | Doby Peters 52' |       | 38' Henk Medema 82' Johnny de Grooth | Stadion: Noordersportpark, Haarlem |
| 4 september 1955 |                 |       |                                      | Stadion: Noordersportpark, Haarlem |
| 4 september 1955 |                 |       |                                      | Stadion: Noordersportpark, Haarlem |
|                  |                 |       |                                      |                                    |

|                  |        |                                      |          |                                |
| 4 september 1955 | D.F.C. | 0 – 2                                | Rapid JC | Stadion: Krommedijk, Dordrecht |
| 4 september 1955 |        | 15' Noud van Melis 43' Hub Bisschops |          | Stadion: Krommedijk, Dordrecht |
| 4 september 1955 |        |                                      |          | Stadion: Krommedijk, Dordrecht |
| 4 september 1955 |        |                                      |          | Stadion: Krommedijk, Dordrecht |
|                  |        |                                      |          |                                |

|                  |                                                              |       |                            |                                        |
| 4 september 1955 | Feijenoord                                                   | 3 – 1 | Sittardia                  | Stadion: Stadion Feijenoord, Rotterdam |
| 4 september 1955 | Aad Bak 7' Gerard Rumpen (e.d.) 32' Gerard van de Korput 89' |       | 85' Gerard (Sjeer) Gruisen | Stadion: Stadion Feijenoord, Rotterdam |
| 4 september 1955 |                                                              |       |                            | Stadion: Stadion Feijenoord, Rotterdam |
| 4 september 1955 |                                                              |       |                            | Stadion: Stadion Feijenoord, Rotterdam |
|                  |                                                              |       |                            |                                        |

|                  |                                         |       |                  |                                    |
| 4 september 1955 | De Graafschap                           | 2 – 1 | PSV              | Stadion: De Vijverberg, Doetinchem |
| 4 september 1955 | Pauke Meijers 57' Gerard Selderhuis 63' |       | 19' Piet Fransen | Stadion: De Vijverberg, Doetinchem |
| 4 september 1955 |                                         |       |                  | Stadion: De Vijverberg, Doetinchem |
| 4 september 1955 |                                         |       |                  | Stadion: De Vijverberg, Doetinchem |
|                  |                                         |       |                  |                                    |

|                  |                                                       |       |                                   |                                          |
| 4 september 1955 | Alkmaar '54                                           | 3 – 2 | SHS                               | Stadion: Gemeentelijk Sportpark, Alkmaar |
| 4 september 1955 | Henk van der Sluis 43' Piet Buis 48' Hein Pitters 75' |       | 65' Jan van Geen 87' Cees de Jong | Stadion: Gemeentelijk Sportpark, Alkmaar |
| 4 september 1955 |                                                       |       |                                   | Stadion: Gemeentelijk Sportpark, Alkmaar |
| 4 september 1955 |                                                       |       |                                   | Stadion: Gemeentelijk Sportpark, Alkmaar |
|                  |                                                       |       |                                   |                                          |

|                  |                            |       |                       |                                          |
| 4 september 1955 | Willem II                  | 2 – 1 | BVV                   | Stadion: Gemeentelijk Sportpark, Tilburg |
| 4 september 1955 | Sjel de Bruyckere 32', 77' |       | 28' Piet van Overbeek | Stadion: Gemeentelijk Sportpark, Tilburg |
| 4 september 1955 |                            |       |                       | Stadion: Gemeentelijk Sportpark, Tilburg |
| 4 september 1955 |                            |       |                       | Stadion: Gemeentelijk Sportpark, Tilburg |
|                  |                            |       |                       |                                          |

## Speelronde 3
|                   |      |                                            |     |                                                |
| 11 september 1955 | Emma | 0 – 4                                      | SVV | Stadion: Reeweg, Dordrecht Toeschouwers: 5.000 |
| 11 september 1955 |      | 40', -' Kees Maltha 75', 82' Henk Könemann |     | Stadion: Reeweg, Dordrecht Toeschouwers: 5.000 |
| 11 september 1955 |      |                                            |     | Stadion: Reeweg, Dordrecht Toeschouwers: 5.000 |
| 11 september 1955 |      |                                            |     | Stadion: Reeweg, Dordrecht Toeschouwers: 5.000 |
|                   |      |                                            |     |                                                |

|                   |                 |       |                                                       |                                                      |
| 11 september 1955 | SHS             | 1 – 3 | SC Enschede                                           | Stadion: Houtrust, Scheveningen Toeschouwers: 20.000 |
| 11 september 1955 | Cock Clavan 60' |       | 9' Hennie Oonk 17' Arend van der Wel 22' Gerrit Voges | Stadion: Houtrust, Scheveningen Toeschouwers: 20.000 |
| 11 september 1955 |                 |       |                                                       | Stadion: Houtrust, Scheveningen Toeschouwers: 20.000 |
| 11 september 1955 |                 |       |                                                       | Stadion: Houtrust, Scheveningen Toeschouwers: 20.000 |
|                   |                 |       |                                                       |                                                      |

|                   |      |                                          |           |                                                    |
| 11 september 1955 | GVAV | 0 – 3                                    | Elinkwijk | Stadion: Oosterpark, Groningen Toeschouwers: 9.000 |
| 11 september 1955 |      | 13', 90' Wim de Jongh 85' Evert-Jan Vonk |           | Stadion: Oosterpark, Groningen Toeschouwers: 9.000 |
| 11 september 1955 |      |                                          |           | Stadion: Oosterpark, Groningen Toeschouwers: 9.000 |
| 11 september 1955 |      |                                          |           | Stadion: Oosterpark, Groningen Toeschouwers: 9.000 |
|                   |      |                                          |           |                                                    |

|                   |                                                                         |       |                |                                                  |
| 11 september 1955 | Rapid JC                                                                | 4 – 1 | EDO            | Stadion: Kaalheide, Kerkrade Toeschouwers: 8.000 |
| 11 september 1955 | Noud van Melis 37' Johan Adang 48' Hubert Hanneman 73' Huub Janssen 85' |       | Manus Snijders | Stadion: Kaalheide, Kerkrade Toeschouwers: 8.000 |
| 11 september 1955 |                                                                         |       |                | Stadion: Kaalheide, Kerkrade Toeschouwers: 8.000 |
| 11 september 1955 |                                                                         |       |                | Stadion: Kaalheide, Kerkrade Toeschouwers: 8.000 |
|                   |                                                                         |       |                |                                                  |

|                   |                                                                |       |                            |                                                         |
| 11 september 1955 | Sittardia                                                      | 3 – 2 | D.F.C.                     | Stadion: Sittardia-terrein, Sittard Toeschouwers: 3.000 |
| 11 september 1955 | Math Schmeitz 20' Gerard (Sjeer) Gruisen 69' Frans Ververs 76' |       | 6' Koos Schaap 48' Louwman | Stadion: Sittardia-terrein, Sittard Toeschouwers: 3.000 |
| 11 september 1955 |                                                                |       |                            | Stadion: Sittardia-terrein, Sittard Toeschouwers: 3.000 |
| 11 september 1955 |                                                                |       |                            | Stadion: Sittardia-terrein, Sittard Toeschouwers: 3.000 |
|                   |                                                                |       |                            |                                                         |

|                   |                           |       |                                      |                                                          |
| 11 september 1955 | PSV                       | 3 – 2 | Feijenoord                           | Stadion: Philips Stadion, Eindhoven Toeschouwers: 14.000 |
| 11 september 1955 | Piet Fransen 4', 10', 86' |       | 12' Aad Bak 56' Gerard van de Korput | Stadion: Philips Stadion, Eindhoven Toeschouwers: 14.000 |
| 11 september 1955 |                           |       |                                      | Stadion: Philips Stadion, Eindhoven Toeschouwers: 14.000 |
| 11 september 1955 |                           |       |                                      | Stadion: Philips Stadion, Eindhoven Toeschouwers: 14.000 |
|                   |                           |       |                                      |                                                          |

|                   |                                         |       |                |                                                        |
| 11 september 1955 | MVV                                     | 3 – 1 | De Graafschap  | Stadion: De Boschpoort, Maastricht Toeschouwers: 5.500 |
| 11 september 1955 | Fons van Wissen 4', 82' Jo Toennaer 25' |       | 90' Epi Jansen | Stadion: De Boschpoort, Maastricht Toeschouwers: 5.500 |
| 11 september 1955 |                                         |       |                | Stadion: De Boschpoort, Maastricht Toeschouwers: 5.500 |
| 11 september 1955 |                                         |       |                | Stadion: De Boschpoort, Maastricht Toeschouwers: 5.500 |
|                   |                                         |       |                |                                                        |

|                   |                                                                |       |                      |                                                          |
| 11 september 1955 | BVV                                                            | 4 – 1 | Alkmaar '54          | Stadion: De Vliert, 's-Hertogenbosch Toeschouwers: 8.000 |
| 11 september 1955 | Wim Heijmans 1', 14' Piet van Overbeek 39' Max van Beurden 60' |       | 70' Klaas (Kip) Smit | Stadion: De Vliert, 's-Hertogenbosch Toeschouwers: 8.000 |
| 11 september 1955 |                                                                |       |                      | Stadion: De Vliert, 's-Hertogenbosch Toeschouwers: 8.000 |
| 11 september 1955 |                                                                |       |                      | Stadion: De Vliert, 's-Hertogenbosch Toeschouwers: 8.000 |
|                   |                                                                |       |                      |                                                          |

|                   |                 |                                                                                      |           |                                                 |
| 11 september 1955 | De Volewijckers | 0 – 4                                                                                | Willem II | Stadion: Mosveld, Amsterdam Toeschouwers: 7.000 |
| 11 september 1955 |                 | 34' Jan van Roessel 62' Gerrit de Wit 57' (e.d.) Simon van der Oord 90' Piet de Jong |           | Stadion: Mosveld, Amsterdam Toeschouwers: 7.000 |
| 11 september 1955 |                 |                                                                                      |           | Stadion: Mosveld, Amsterdam Toeschouwers: 7.000 |
| 11 september 1955 |                 |                                                                                      |           | Stadion: Mosveld, Amsterdam Toeschouwers: 7.000 |
|                   |                 |                                                                                      |           |                                                 |

## Speelronde 4
|                   |                                               |       |                      |                                          |
| 17 september 1955 | Willem II                                     | 3 – 1 | Emma                 | Stadion: Gemeentelijk Sportpark, Tilburg |
| 17 september 1955 | Jan Brooijmans 38' Sjel de Bruyckere 52', 56' |       | 20' Wim van der Gaag | Stadion: Gemeentelijk Sportpark, Tilburg |
| 17 september 1955 |                                               |       |                      | Stadion: Gemeentelijk Sportpark, Tilburg |
| 17 september 1955 |                                               |       |                      | Stadion: Gemeentelijk Sportpark, Tilburg |
|                   |                                               |       |                      |                                          |

|                   |                                  |       |                                                                     |                             |
| 18 september 1955 | SC Enschede                      | 2 – 4 | BVV                                                                 | Stadion: Heekpark, Enschede |
| 18 september 1955 | Wim Feldmann 33' Hennie Oonk 40' |       | 15' Marius van den Dungen 30', 85' Wim Heijmans 55' Max van Beurden | Stadion: Heekpark, Enschede |
| 18 september 1955 |                                  |       |                                                                     | Stadion: Heekpark, Enschede |
| 18 september 1955 |                                  |       |                                                                     | Stadion: Heekpark, Enschede |
|                   |                                  |       |                                                                     |                             |

|                   |                                           |       |                                               |                                     |
| 18 september 1955 | SVV                                       | 3 – 3 | GVAV                                          | Stadion: Frankelandsedijk, Schiedam |
| 18 september 1955 | Henk Könemann -', 81' Gerrit van Pelt 88' |       | 7', 52' Rikkert La Crois 39' Johnny de Grooth | Stadion: Frankelandsedijk, Schiedam |
| 18 september 1955 |                                           |       |                                               | Stadion: Frankelandsedijk, Schiedam |
| 18 september 1955 |                                           |       |                                               | Stadion: Frankelandsedijk, Schiedam |
|                   |                                           |       |                                               |                                     |

|                   |                               |       |          |                                        |
| 18 september 1955 | Elinkwijk                     | 2 – 0 | Rapid JC | Stadion: Amsterdamsestraatweg, Utrecht |
| 18 september 1955 | Wim de Jongh 6' Jan Klein 13' |       |          | Stadion: Amsterdamsestraatweg, Utrecht |
| 18 september 1955 |                               |       |          | Stadion: Amsterdamsestraatweg, Utrecht |
| 18 september 1955 |                               |       |          | Stadion: Amsterdamsestraatweg, Utrecht |
|                   |                               |       |          |                                        |

|                   |                         |       |                                                  |                                    |
| 18 september 1955 | EDO                     | 1 – 3 | Sittardia                                        | Stadion: Noordersportpark, Haarlem |
| 18 september 1955 | Henk van Roodselaar 83' |       | 9' Sef Dieteren 24' Willy Erkens 60' Harie Ehlen | Stadion: Noordersportpark, Haarlem |
| 18 september 1955 |                         |       |                                                  | Stadion: Noordersportpark, Haarlem |
| 18 september 1955 |                         |       |                                                  | Stadion: Noordersportpark, Haarlem |
|                   |                         |       |                                                  |                                    |

|                   |                                             |       |                |                                |
| 18 september 1955 | D.F.C.                                      | 3 – 1 | PSV            | Stadion: Krommedijk, Dordrecht |
| 18 september 1955 | Jan de Jager 7', 82' Jan Advocaat –' (pen.) |       | 4' Coen Dillen | Stadion: Krommedijk, Dordrecht |
| 18 september 1955 |                                             |       |                | Stadion: Krommedijk, Dordrecht |
| 18 september 1955 |                                             |       |                | Stadion: Krommedijk, Dordrecht |
|                   |                                             |       |                |                                |

|                   |                           |       |                                           |                                        |
| 18 september 1955 | Feijenoord                | 1 – 3 | MVV                                       | Stadion: Stadion Feijenoord, Rotterdam |
| 18 september 1955 | Tinus Bosselaar (pen) 72' |       | 1', 46' Fons van Wissen 45' Albert Ummels | Stadion: Stadion Feijenoord, Rotterdam |
| 18 september 1955 |                           |       |                                           | Stadion: Stadion Feijenoord, Rotterdam |
| 18 september 1955 |                           |       |                                           | Stadion: Stadion Feijenoord, Rotterdam |
|                   |                           |       |                                           |                                        |

|                   |                                 |       |     |                                    |
| 18 september 1955 | De Graafschap                   | 3 – 0 | SHS | Stadion: De Vijverberg, Doetinchem |
| 18 september 1955 | Gerard Selderhuis 40', 43', 77' |       |     | Stadion: De Vijverberg, Doetinchem |
| 18 september 1955 |                                 |       |     | Stadion: De Vijverberg, Doetinchem |
| 18 september 1955 |                                 |       |     | Stadion: De Vijverberg, Doetinchem |
|                   |                                 |       |     |                                    |

|                   |                 |       |                 |                                          |
| 18 september 1955 | Alkmaar '54     | 1 – 0 | De Volewijckers | Stadion: Gemeentelijk Sportpark, Alkmaar |
| 18 september 1955 | Rudi Michel 23' |       |                 | Stadion: Gemeentelijk Sportpark, Alkmaar |
| 18 september 1955 |                 |       |                 | Stadion: Gemeentelijk Sportpark, Alkmaar |
| 18 september 1955 |                 |       |                 | Stadion: Gemeentelijk Sportpark, Alkmaar |
|                   |                 |       |                 |                                          |

## Speelronde 5
|                   |                                       |       |                 |                                          |
| 25 september 1955 | Willem II                             | 2 – 1 | SVV             | Stadion: Gemeentelijk Sportpark, Tilburg |
| 25 september 1955 | Jan van Roessel 65' Gerrit de Wit 87' |       | 54' Hans Hekman | Stadion: Gemeentelijk Sportpark, Tilburg |
| 25 september 1955 |                                       |       |                 | Stadion: Gemeentelijk Sportpark, Tilburg |
| 25 september 1955 |                                       |       |                 | Stadion: Gemeentelijk Sportpark, Tilburg |
|                   |                                       |       |                 |                                          |

|                   |                   |       |                                                                                             |                             |
| 25 september 1955 | De Volewijckers   | 1 – 6 | SC Enschede                                                                                 | Stadion: Mosveld, Amsterdam |
| 25 september 1955 | Dirk de Ruiter 8' |       | 5' Hennie Oonk 26', 50' Joop Janssen 75' Gerrit Voges 78' Abe Lenstra 85' Arend van der Wel | Stadion: Mosveld, Amsterdam |
| 25 september 1955 |                   |       |                                                                                             | Stadion: Mosveld, Amsterdam |
| 25 september 1955 |                   |       |                                                                                             | Stadion: Mosveld, Amsterdam |
|                   |                   |       |                                                                                             |                             |

|                   |                                                          |       |                     |                              |
| 25 september 1955 | Rapid JC                                                 | 4 – 1 | GVAV                | Stadion: Kaalheide, Kerkrade |
| 25 september 1955 | Hein Strouken 6', 70' Johan Adang 11' Noud van Melis 71' |       | 57' Jaap van Oosten | Stadion: Kaalheide, Kerkrade |
| 25 september 1955 |                                                          |       |                     | Stadion: Kaalheide, Kerkrade |
| 25 september 1955 |                                                          |       |                     | Stadion: Kaalheide, Kerkrade |
|                   |                                                          |       |                     |                              |

|                   |                 |       |                  |                                     |
| 25 september 1955 | Sittardia       | 1 – 1 | Elinkwijk        | Stadion: Sittardia-terrein, Sittard |
| 25 september 1955 | Harie Ehlen 19' |       | 65' Wim de Jongh | Stadion: Sittardia-terrein, Sittard |
| 25 september 1955 |                 |       |                  | Stadion: Sittardia-terrein, Sittard |
| 25 september 1955 |                 |       |                  | Stadion: Sittardia-terrein, Sittard |
|                   |                 |       |                  |                                     |

|                   |                                                                  |       |     |                                     |
| 25 september 1955 | PSV                                                              | 5 – 0 | EDO | Stadion: Philips Stadion, Eindhoven |
| 25 september 1955 | Miel d'Hooghe 10', 25' Toon Brusselers 36', 76' Roel Wiersma 86' |       |     | Stadion: Philips Stadion, Eindhoven |
| 25 september 1955 |                                                                  |       |     | Stadion: Philips Stadion, Eindhoven |
| 25 september 1955 |                                                                  |       |     | Stadion: Philips Stadion, Eindhoven |
|                   |                                                                  |       |     |                                     |

|                   |                                                            |       |        |                                    |
| 25 september 1955 | MVV                                                        | 4 – 0 | D.F.C. | Stadion: De Boschpoort, Maastricht |
| 25 september 1955 | Fons van Wissen 33', 52' André Vroemen 61' Jo Toennaer 74' |       |        | Stadion: De Boschpoort, Maastricht |
| 25 september 1955 |                                                            |       |        | Stadion: De Boschpoort, Maastricht |
| 25 september 1955 |                                                            |       |        | Stadion: De Boschpoort, Maastricht |
|                   |                                                            |       |        |                                    |

|                   |                        |       |                   |                                 |
| 25 september 1955 | SHS                    | 1 – 1 | Feijenoord        | Stadion: Houtrust, Scheveningen |
| 25 september 1955 | Jan van Geen (pen) 69' |       | 40' Henk Schouten | Stadion: Houtrust, Scheveningen |
| 25 september 1955 |                        |       |                   | Stadion: Houtrust, Scheveningen |
| 25 september 1955 |                        |       |                   | Stadion: Houtrust, Scheveningen |
|                   |                        |       |                   |                                 |

|                   |                                                                       |       |                                     |                                      |
| 25 september 1955 | BVV                                                                   | 4 – 2 | De Graafschap                       | Stadion: De Vliert, 's-Hertogenbosch |
| 25 september 1955 | Piet van Overbeek (pen) 79', 84' Max van Beurden 81' Wim Heijmans 90' |       | 40' Henk Welgraven 55' Jan Bovenius | Stadion: De Vliert, 's-Hertogenbosch |
| 25 september 1955 |                                                                       |       |                                     | Stadion: De Vliert, 's-Hertogenbosch |
| 25 september 1955 |                                                                       |       |                                     | Stadion: De Vliert, 's-Hertogenbosch |
|                   |                                                                       |       |                                     |                                      |

|                   |                     |       |                 |                            |
| 25 september 1955 | Emma                | 1 – 1 | Alkmaar '54     | Stadion: Reeweg, Dordrecht |
| 25 september 1955 | Wim van der Gaag 6' |       | 7' Hein Pitters | Stadion: Reeweg, Dordrecht |
| 25 september 1955 |                     |       |                 | Stadion: Reeweg, Dordrecht |
| 25 september 1955 |                     |       |                 | Stadion: Reeweg, Dordrecht |
|                   |                     |       |                 |                            |

## Speelronde 6
|                |                       |       |           |                                                               |
| 2 oktober 1955 | Alkmaar '54           | 1 – 0 | Willem II | Stadion: Gemeentelijk Sportpark, Alkmaar Toeschouwers: 14.000 |
| 2 oktober 1955 | Henk van der Sluis 8' |       |           | Stadion: Gemeentelijk Sportpark, Alkmaar Toeschouwers: 14.000 |
| 2 oktober 1955 |                       |       |           | Stadion: Gemeentelijk Sportpark, Alkmaar Toeschouwers: 14.000 |
| 2 oktober 1955 |                       |       |           | Stadion: Gemeentelijk Sportpark, Alkmaar Toeschouwers: 14.000 |
|                |                       |       |           |                                                               |

|                |                                 |       |                                                                                             |                                                  |
| 2 oktober 1955 | SC Enschede                     | 3 – 4 | Emma                                                                                        | Stadion: Heekpark, Enschede Toeschouwers: 12.000 |
| 2 oktober 1955 | Gerrit Voges -', 69', (pen) 78' |       | 8' Wim van der Gaag 15' (e.d.) Wim Busschers 32' Bertus Buijtenhek (pen) Janus van der Gijp | Stadion: Heekpark, Enschede Toeschouwers: 12.000 |
| 2 oktober 1955 |                                 |       |                                                                                             | Stadion: Heekpark, Enschede Toeschouwers: 12.000 |
| 2 oktober 1955 |                                 |       |                                                                                             | Stadion: Heekpark, Enschede Toeschouwers: 12.000 |
|                |                                 |       |                                                                                             |                                                  |

|                |                   |       |                    |                                                         |
| 2 oktober 1955 | SVV               | 1 – 1 | Rapid JC           | Stadion: Frankelandsedijk, Schiedam Toeschouwers: 9.000 |
| 2 oktober 1955 | Henk Könemann 37' |       | 55' Noud van Melis | Stadion: Frankelandsedijk, Schiedam Toeschouwers: 9.000 |
| 2 oktober 1955 |                   |       |                    | Stadion: Frankelandsedijk, Schiedam Toeschouwers: 9.000 |
| 2 oktober 1955 |                   |       |                    | Stadion: Frankelandsedijk, Schiedam Toeschouwers: 9.000 |
|                |                   |       |                    |                                                         |

|                |                                                                  |       |                 |                                                    |
| 2 oktober 1955 | GVAV                                                             | 3 – 1 | Sittardia       | Stadion: Oosterpark, Groningen Toeschouwers: 9.000 |
| 2 oktober 1955 | Johnny de Grooth 20' Rikkert La Crois 24' Flip Paauwe (e.d.) 47' |       | 30' Harie Ehlen | Stadion: Oosterpark, Groningen Toeschouwers: 9.000 |
| 2 oktober 1955 |                                                                  |       |                 | Stadion: Oosterpark, Groningen Toeschouwers: 9.000 |
| 2 oktober 1955 |                                                                  |       |                 | Stadion: Oosterpark, Groningen Toeschouwers: 9.000 |
|                |                                                                  |       |                 |                                                    |

|                |                                       |       |     |                                                             |
| 2 oktober 1955 | Elinkwijk                             | 3 – 0 | PSV | Stadion: Amsterdamsestraatweg, Utrecht Toeschouwers: 11.000 |
| 2 oktober 1955 | Wim de Jongh 24', 67' Eef Westers 65' |       |     | Stadion: Amsterdamsestraatweg, Utrecht Toeschouwers: 11.000 |
| 2 oktober 1955 |                                       |       |     | Stadion: Amsterdamsestraatweg, Utrecht Toeschouwers: 11.000 |
| 2 oktober 1955 |                                       |       |     | Stadion: Amsterdamsestraatweg, Utrecht Toeschouwers: 11.000 |
|                |                                       |       |     |                                                             |

|                |                         |       |     |                                                        |
| 2 oktober 1955 | EDO                     | 1 – 0 | MVV | Stadion: Noordersportpark, Haarlem Toeschouwers: 4.000 |
| 2 oktober 1955 | Henk van Roodselaar 45' |       |     | Stadion: Noordersportpark, Haarlem Toeschouwers: 4.000 |
| 2 oktober 1955 |                         |       |     | Stadion: Noordersportpark, Haarlem Toeschouwers: 4.000 |
| 2 oktober 1955 |                         |       |     | Stadion: Noordersportpark, Haarlem Toeschouwers: 4.000 |
|                |                         |       |     |                                                        |

|                |                                                                  |       |              |                                                    |
| 2 oktober 1955 | D.F.C.                                                           | 4 – 1 | SHS          | Stadion: Krommedijk, Dordrecht Toeschouwers: 9.000 |
| 2 oktober 1955 | Jan de Jager 30' Jan Advocaat 40' (pen.), 78' (pen.) Piet van Es |       | 5' Ab Kentie | Stadion: Krommedijk, Dordrecht Toeschouwers: 9.000 |
| 2 oktober 1955 |                                                                  |       |              | Stadion: Krommedijk, Dordrecht Toeschouwers: 9.000 |
| 2 oktober 1955 |                                                                  |       |              | Stadion: Krommedijk, Dordrecht Toeschouwers: 9.000 |
|                |                                                                  |       |              |                                                    |

|                |                                            |       |                                           |                                                             |
| 2 oktober 1955 | Feijenoord                                 | 2 – 2 | BVV                                       | Stadion: Stadion Feijenoord, Rotterdam Toeschouwers: 30.000 |
| 2 oktober 1955 | Henk Schouten 35' Gerard van de Korput 55' |       | 9' Wim Heijmans 47' Marius van den Dungen | Stadion: Stadion Feijenoord, Rotterdam Toeschouwers: 30.000 |
| 2 oktober 1955 |                                            |       |                                           | Stadion: Stadion Feijenoord, Rotterdam Toeschouwers: 30.000 |
| 2 oktober 1955 |                                            |       |                                           | Stadion: Stadion Feijenoord, Rotterdam Toeschouwers: 30.000 |
|                |                                            |       |                                           |                                                             |

|                |                                                  |       |                                          |                                                        |
| 2 oktober 1955 | De Graafschap                                    | 3 – 2 | De Volewijckers                          | Stadion: De Vijverberg, Doetinchem Toeschouwers: 6.000 |
| 2 oktober 1955 | Dick Faber 22' Gerrit Kluin 33' Jan Bovenius 80' |       | 64' Bep van Breenen 65' Joop van de Mast | Stadion: De Vijverberg, Doetinchem Toeschouwers: 6.000 |
| 2 oktober 1955 |                                                  |       |                                          | Stadion: De Vijverberg, Doetinchem Toeschouwers: 6.000 |
| 2 oktober 1955 |                                                  |       |                                          | Stadion: De Vijverberg, Doetinchem Toeschouwers: 6.000 |
|                |                                                  |       |                                          |                                                        |

## Speelronde 7
|                |                                        |       |     |                                          |
| 9 oktober 1955 | Alkmaar '54                            | 2 – 0 | SVV | Stadion: Gemeentelijk Sportpark, Alkmaar |
| 9 oktober 1955 | Henk Schouten 65' Klaas (Kip) Smit 83' |       |     | Stadion: Gemeentelijk Sportpark, Alkmaar |
| 9 oktober 1955 |                                        |       |     | Stadion: Gemeentelijk Sportpark, Alkmaar |
| 9 oktober 1955 |                                        |       |     | Stadion: Gemeentelijk Sportpark, Alkmaar |
|                |                                        |       |     |                                          |

|                |                                                                  |       |                                                  |                                          |
| 9 oktober 1955 | Willem II                                                        | 5 – 3 | SC Enschede                                      | Stadion: Gemeentelijk Sportpark, Tilburg |
| 9 oktober 1955 | Gerrit de Wit 3', 50' Jan Brooijmans 9', 38' Jan van Roessel 38' |       | 26' Hennie Oonk 32' Abe Lenstra 48' Gerrit Voges | Stadion: Gemeentelijk Sportpark, Tilburg |
| 9 oktober 1955 |                                                                  |       |                                                  | Stadion: Gemeentelijk Sportpark, Tilburg |
| 9 oktober 1955 |                                                                  |       |                                                  | Stadion: Gemeentelijk Sportpark, Tilburg |
|                |                                                                  |       |                                                  |                                          |

|                |                                                            |       |                                  |                                     |
| 9 oktober 1955 | Sittardia                                                  | 3 – 2 | Rapid JC                         | Stadion: Sittardia-terrein, Sittard |
| 9 oktober 1955 | Harie Ehlen 13' Sef Dieteren 51' (pen.) Marth Driessen 84' |       | 3' Hub Bisschops 18' Johan Adang | Stadion: Sittardia-terrein, Sittard |
| 9 oktober 1955 |                                                            |       |                                  | Stadion: Sittardia-terrein, Sittard |
| 9 oktober 1955 |                                                            |       |                                  | Stadion: Sittardia-terrein, Sittard |
|                |                                                            |       |                                  |                                     |

|                |                                |       |                           |                                     |
| 9 oktober 1955 | PSV                            | 2 – 2 | GVAV                      | Stadion: Philips Stadion, Eindhoven |
| 9 oktober 1955 | Toon Brusselers 32', (pen) 75' |       | 18', 44' Rikkert La Crois | Stadion: Philips Stadion, Eindhoven |
| 9 oktober 1955 |                                |       |                           | Stadion: Philips Stadion, Eindhoven |
| 9 oktober 1955 |                                |       |                           | Stadion: Philips Stadion, Eindhoven |
|                |                                |       |                           |                                     |

|                |                        |       |                                                     |                                    |
| 9 oktober 1955 | MVV                    | 1 – 3 | Elinkwijk                                           | Stadion: De Boschpoort, Maastricht |
| 9 oktober 1955 | Jeu van Bun 18' (pen.) |       | 21' Jan Huntink 26' Evert-Jan Vonk 90' Wim de Jongh | Stadion: De Boschpoort, Maastricht |
| 9 oktober 1955 |                        |       |                                                     | Stadion: De Boschpoort, Maastricht |
| 9 oktober 1955 |                        |       |                                                     | Stadion: De Boschpoort, Maastricht |
|                |                        |       |                                                     |                                    |

|                |                                                              |       |     |                                 |
| 9 oktober 1955 | SHS                                                          | 5 – 0 | EDO | Stadion: Houtrust, Scheveningen |
| 9 oktober 1955 | Jan van Geen (pen) 22', (pen) 34', -' Mick Clavan Zwarts 75' |       |     | Stadion: Houtrust, Scheveningen |
| 9 oktober 1955 |                                                              |       |     | Stadion: Houtrust, Scheveningen |
| 9 oktober 1955 |                                                              |       |     | Stadion: Houtrust, Scheveningen |
|                |                                                              |       |     |                                 |

|                |                       |       |                 |                                      |
| 9 oktober 1955 | BVV                   | 1 – 1 | D.F.C.          | Stadion: De Vliert, 's-Hertogenbosch |
| 9 oktober 1955 | Piet van Overbeek 23' |       | 67' Piet van Es | Stadion: De Vliert, 's-Hertogenbosch |
| 9 oktober 1955 |                       |       |                 | Stadion: De Vliert, 's-Hertogenbosch |
| 9 oktober 1955 |                       |       |                 | Stadion: De Vliert, 's-Hertogenbosch |
|                |                       |       |                 |                                      |

|                |                                   |       |                                                |                             |
| 9 oktober 1955 | De Volewijckers                   | 2 – 5 | Feijenoord                                     | Stadion: Mosveld, Amsterdam |
| 9 oktober 1955 | Piet Kamstra Joop van de Mast 67' |       | 9', 10', -' Henk Schouten -', 90' Coen Moulijn | Stadion: Mosveld, Amsterdam |
| 9 oktober 1955 |                                   |       |                                                | Stadion: Mosveld, Amsterdam |
| 9 oktober 1955 |                                   |       |                                                | Stadion: Mosveld, Amsterdam |
|                |                                   |       |                                                |                             |

|                |                        |       |                   |                            |
| 9 oktober 1955 | Emma                   | 1 – 1 | De Graafschap     | Stadion: Reeweg, Dordrecht |
| 9 oktober 1955 | Janus van der Gijp 89' |       | 75' Pauke Meijers | Stadion: Reeweg, Dordrecht |
| 9 oktober 1955 |                        |       |                   | Stadion: Reeweg, Dordrecht |
| 9 oktober 1955 |                        |       |                   | Stadion: Reeweg, Dordrecht |
|                |                        |       |                   |                            |

## Speelronde 8
|                 |                                        |       |                                           |                                    |
| 23 oktober 1955 | De Graafschap                          | 2 – 2 | Willem II                                 | Stadion: De Vijverberg, Doetinchem |
| 23 oktober 1955 | Gerard Selderhuis 20' Gerrit Kluin 57' |       | 48' Jan van Roessel 61' Sjel de Bruyckere | Stadion: De Vijverberg, Doetinchem |
| 23 oktober 1955 |                                        |       |                                           | Stadion: De Vijverberg, Doetinchem |
| 23 oktober 1955 |                                        |       |                                           | Stadion: De Vijverberg, Doetinchem |
|                 |                                        |       |                                           |                                    |

|                 |                                       |       |                               |                             |
| 23 oktober 1955 | SC Enschede                           | 2 – 2 | Alkmaar '54                   | Stadion: Heekpark, Enschede |
| 23 oktober 1955 | Hennie Oonk 60' Arend van der Wel 72' |       | 11' Piet Buis 82' Rudi Michel | Stadion: Heekpark, Enschede |
| 23 oktober 1955 |                                       |       |                               | Stadion: Heekpark, Enschede |
| 23 oktober 1955 |                                       |       |                               | Stadion: Heekpark, Enschede |
|                 |                                       |       |                               |                             |

|                 |                                                 |       |                                     |                                     |
| 23 oktober 1955 | SVV                                             | 4 – 2 | Sittardia                           | Stadion: Frankelandsedijk, Schiedam |
| 23 oktober 1955 | Henk Könemann 16', 19', 58' Gerrit van Pelt 26' |       | 38' Antoine Gardier 40' Harie Ehlen | Stadion: Frankelandsedijk, Schiedam |
| 23 oktober 1955 |                                                 |       |                                     | Stadion: Frankelandsedijk, Schiedam |
| 23 oktober 1955 |                                                 |       |                                     | Stadion: Frankelandsedijk, Schiedam |
|                 |                                                 |       |                                     |                                     |

|                 |                                                                           |       |                            |                              |
| 23 oktober 1955 | Rapid JC                                                                  | 5 – 3 | PSV                        | Stadion: Kaalheide, Kerkrade |
| 23 oktober 1955 | Huub Janssen 6' Johan Adang 14', 65' Noud van Melis 30' Sjef Mommertz 79' |       | -', 83' (pen.) Coen Dillen | Stadion: Kaalheide, Kerkrade |
| 23 oktober 1955 |                                                                           |       |                            | Stadion: Kaalheide, Kerkrade |
| 23 oktober 1955 |                                                                           |       |                            | Stadion: Kaalheide, Kerkrade |
|                 |                                                                           |       |                            |                              |

|                 |                      |       |                                     |                                |
| 23 oktober 1955 | GVAV                 | 2 – 2 | MVV                                 | Stadion: Oosterpark, Groningen |
| 23 oktober 1955 | Alie Kruger 75', 82' |       | 20' Fons van Wissen 87' Jo Toennaer | Stadion: Oosterpark, Groningen |
| 23 oktober 1955 |                      |       |                                     | Stadion: Oosterpark, Groningen |
| 23 oktober 1955 |                      |       |                                     | Stadion: Oosterpark, Groningen |
|                 |                      |       |                                     |                                |

|                 |                                                                           |       |               |                                        |
| 23 oktober 1955 | Elinkwijk                                                                 | 6 – 1 | SHS           | Stadion: Amsterdamsestraatweg, Utrecht |
| 23 oktober 1955 | Evert-Jan Vonk 12' (pen.), 37' Jan Huntink 59', 67' Wim de Jongh 85', 90' |       | 4' Wim Zwarts | Stadion: Amsterdamsestraatweg, Utrecht |
| 23 oktober 1955 |                                                                           |       |               | Stadion: Amsterdamsestraatweg, Utrecht |
| 23 oktober 1955 |                                                                           |       |               | Stadion: Amsterdamsestraatweg, Utrecht |
|                 |                                                                           |       |               |                                        |

|                 |     |                                                                     |     |                                    |
| 23 oktober 1955 | EDO | 0 – 4                                                               | BVV | Stadion: Noordersportpark, Haarlem |
| 23 oktober 1955 |     | 12', 87' Marius van den Dungen 74' Wim Heijmans 76' Max van Beurden |     | Stadion: Noordersportpark, Haarlem |
| 23 oktober 1955 |     |                                                                     |     | Stadion: Noordersportpark, Haarlem |
| 23 oktober 1955 |     |                                                                     |     | Stadion: Noordersportpark, Haarlem |
|                 |     |                                                                     |     |                                    |

|                 |                                                                       |       |                        |                                |
| 23 oktober 1955 | D.F.C.                                                                | 6 – 1 | De Volewijckers        | Stadion: Krommedijk, Dordrecht |
| 23 oktober 1955 | Koos Schaap 5', -' Jan de Jager Piet van Es 46', 80' Wim de Groot 62' |       | 40' Simon van der Oord | Stadion: Krommedijk, Dordrecht |
| 23 oktober 1955 |                                                                       |       |                        | Stadion: Krommedijk, Dordrecht |
| 23 oktober 1955 |                                                                       |       |                        | Stadion: Krommedijk, Dordrecht |
|                 |                                                                       |       |                        |                                |

|                 |                                        |       |      |                                        |
| 23 oktober 1955 | Feijenoord                             | 2 – 0 | Emma | Stadion: Stadion Feijenoord, Rotterdam |
| 23 oktober 1955 | Nico de Bruijn 85' Tinus Bosselaar 88' |       |      | Stadion: Stadion Feijenoord, Rotterdam |
| 23 oktober 1955 |                                        |       |      | Stadion: Stadion Feijenoord, Rotterdam |
| 23 oktober 1955 |                                        |       |      | Stadion: Stadion Feijenoord, Rotterdam |
|                 |                                        |       |      |                                        |

## Speelronde 9
|                 |                                  |       |                   |                             |
| 30 oktober 1955 | SC Enschede                      | 2 – 1 | SVV               | Stadion: Heekpark, Enschede |
| 30 oktober 1955 | Abe Lenstra 42' Gerrit Voges 80' |       | 37' Henk Könemann | Stadion: Heekpark, Enschede |
| 30 oktober 1955 |                                  |       |                   | Stadion: Heekpark, Enschede |
| 30 oktober 1955 |                                  |       |                   | Stadion: Heekpark, Enschede |
|                 |                                  |       |                   |                             |

|                 |                                                 |       |           |                                     |
| 30 oktober 1955 | PSV                                             | 5 – 0 | Sittardia | Stadion: Philips Stadion, Eindhoven |
| 30 oktober 1955 | Coen Dillen 18', 39', 69' Piet Fransen 33', 38' |       |           | Stadion: Philips Stadion, Eindhoven |
| 30 oktober 1955 |                                                 |       |           | Stadion: Philips Stadion, Eindhoven |
| 30 oktober 1955 |                                                 |       |           | Stadion: Philips Stadion, Eindhoven |
|                 |                                                 |       |           |                                     |

|                 |     |                                          |          |                                    |
| 30 oktober 1955 | MVV | 0 – 3                                    | Rapid JC | Stadion: De Boschpoort, Maastricht |
| 30 oktober 1955 |     | 1', 54' Noud van Melis 40' Hub Bisschops |          | Stadion: De Boschpoort, Maastricht |
| 30 oktober 1955 |     |                                          |          | Stadion: De Boschpoort, Maastricht |
| 30 oktober 1955 |     |                                          |          | Stadion: De Boschpoort, Maastricht |
|                 |     |                                          |          |                                    |

|                 |                                                       |       |                      |                                 |
| 30 oktober 1955 | SHS                                                   | 4 – 1 | GVAV                 | Stadion: Houtrust, Scheveningen |
| 30 oktober 1955 | Henk Drewes (e.d.) 20' Ab Kentie -', 57' Jan van Geen |       | 23' Rikkert La Crois | Stadion: Houtrust, Scheveningen |
| 30 oktober 1955 |                                                       |       |                      | Stadion: Houtrust, Scheveningen |
| 30 oktober 1955 |                                                       |       |                      | Stadion: Houtrust, Scheveningen |
|                 |                                                       |       |                      |                                 |

|                 |                       |       |                                               |                                      |
| 30 oktober 1955 | BVV                   | 1 – 2 | Elinkwijk                                     | Stadion: De Vliert, 's-Hertogenbosch |
| 30 oktober 1955 | Piet van Overbeek 71' |       | 8' (e.d.) Bart van Engelen 42' Evert-Jan Vonk | Stadion: De Vliert, 's-Hertogenbosch |
| 30 oktober 1955 |                       |       |                                               | Stadion: De Vliert, 's-Hertogenbosch |
| 30 oktober 1955 |                       |       |                                               | Stadion: De Vliert, 's-Hertogenbosch |
|                 |                       |       |                                               |                                      |

|                 |                           |       |                                   |                             |
| 30 oktober 1955 | De Volewijckers           | 1 – 3 | EDO                               | Stadion: Mosveld, Amsterdam |
| 30 oktober 1955 | Manus Snijders (e.d.) 44' |       | 31', 65' Doby Peters 84' Leo Kops | Stadion: Mosveld, Amsterdam |
| 30 oktober 1955 |                           |       |                                   | Stadion: Mosveld, Amsterdam |
| 30 oktober 1955 |                           |       |                                   | Stadion: Mosveld, Amsterdam |
|                 |                           |       |                                   |                             |

|                 |                  |       |                                                                             |                            |
| 30 oktober 1955 | Emma             | 1 – 7 | D.F.C.                                                                      | Stadion: Reeweg, Dordrecht |
| 30 oktober 1955 | Wim van der Gaag |       | 1', 19', 28', 71', 81' Piet van Es 11' Jan de Jager 72' (pen.) Jan Advocaat | Stadion: Reeweg, Dordrecht |
| 30 oktober 1955 |                  |       |                                                                             | Stadion: Reeweg, Dordrecht |
| 30 oktober 1955 |                  |       |                                                                             | Stadion: Reeweg, Dordrecht |
|                 |                  |       |                                                                             |                            |

|                 |                     |       |                                      |                                          |
| 30 oktober 1955 | Willem II           | 1 – 2 | Feijenoord                           | Stadion: Gemeentelijk Sportpark, Tilburg |
| 30 oktober 1955 | Jan van Roessel 28' |       | 31' Nico de Bruijn 55' Henk Schouten | Stadion: Gemeentelijk Sportpark, Tilburg |
| 30 oktober 1955 |                     |       |                                      | Stadion: Gemeentelijk Sportpark, Tilburg |
| 30 oktober 1955 |                     |       |                                      | Stadion: Gemeentelijk Sportpark, Tilburg |
|                 |                     |       |                                      |                                          |

|                 |                                        |       |                       |                                          |
| 30 oktober 1955 | Alkmaar '54                            | 2 – 1 | De Graafschap         | Stadion: Gemeentelijk Sportpark, Alkmaar |
| 30 oktober 1955 | Klaas (Kip) Smit 46' Henk Schouten 70' |       | 12' Gerard Selderhuis | Stadion: Gemeentelijk Sportpark, Alkmaar |
| 30 oktober 1955 |                                        |       |                       | Stadion: Gemeentelijk Sportpark, Alkmaar |
| 30 oktober 1955 |                                        |       |                       | Stadion: Gemeentelijk Sportpark, Alkmaar |
|                 |                                        |       |                       |                                          |

## Speelronde 10
|                  |               |                      |             |                                    |
| 13 november 1955 | De Graafschap | 0 – 2                | SC Enschede | Stadion: De Vijverberg, Doetinchem |
| 13 november 1955 |               | 54', 55' Abe Lenstra |             | Stadion: De Vijverberg, Doetinchem |
| 13 november 1955 |               |                      |             | Stadion: De Vijverberg, Doetinchem |
| 13 november 1955 |               |                      |             | Stadion: De Vijverberg, Doetinchem |
|                  |               |                      |             |                                    |

|                  |     |                  |     |                                     |
| 13 november 1955 | SVV | 0 – 1            | PSV | Stadion: Frankelandsedijk, Schiedam |
| 13 november 1955 |     | 32' Cor Smulders |     | Stadion: Frankelandsedijk, Schiedam |
| 13 november 1955 |     |                  |     | Stadion: Frankelandsedijk, Schiedam |
| 13 november 1955 |     |                  |     | Stadion: Frankelandsedijk, Schiedam |
|                  |     |                  |     |                                     |

|                  |           |                                                          |     |                                     |
| 13 november 1955 | Sittardia | 0 – 4                                                    | MVV | Stadion: Sittardia-terrein, Sittard |
| 13 november 1955 |           | 53' André Vroemen 60', 80' Jo Toennaer 75' Albert Ummels |     | Stadion: Sittardia-terrein, Sittard |
| 13 november 1955 |           |                                                          |     | Stadion: Sittardia-terrein, Sittard |
| 13 november 1955 |           |                                                          |     | Stadion: Sittardia-terrein, Sittard |
|                  |           |                                                          |     |                                     |

|                  |          |       |     |                              |
| 13 november 1955 | Rapid JC | 0 – 0 | SHS | Stadion: Kaalheide, Kerkrade |
| 13 november 1955 |          |       |     | Stadion: Kaalheide, Kerkrade |
| 13 november 1955 |          |       |     | Stadion: Kaalheide, Kerkrade |
| 13 november 1955 |          |       |     | Stadion: Kaalheide, Kerkrade |
|                  |          |       |     |                              |

|                  |                 |       |                                                                      |                                |
| 13 november 1955 | GVAV            | 1 – 5 | BVV                                                                  | Stadion: Oosterpark, Groningen |
| 13 november 1955 | Abel Alting 65' |       | 11', 48' Max van Beurden 40' Piet van Overbeek 49', 84' Wim Heijmans | Stadion: Oosterpark, Groningen |
| 13 november 1955 |                 |       |                                                                      | Stadion: Oosterpark, Groningen |
| 13 november 1955 |                 |       |                                                                      | Stadion: Oosterpark, Groningen |
|                  |                 |       |                                                                      |                                |

|                  |                                                                  |       |                   |                                        |
| 13 november 1955 | Elinkwijk                                                        | 5 – 1 | De Volewijckers   | Stadion: Amsterdamsestraatweg, Utrecht |
| 13 november 1955 | Reinier Kreijermaat 14' Wim de Jongh 21', 32', –' Evert-Jan Vonk |       | 89' Dick Schenkel | Stadion: Amsterdamsestraatweg, Utrecht |
| 13 november 1955 |                                                                  |       |                   | Stadion: Amsterdamsestraatweg, Utrecht |
| 13 november 1955 |                                                                  |       |                   | Stadion: Amsterdamsestraatweg, Utrecht |
|                  |                                                                  |       |                   |                                        |

|                  |                |       |      |                                    |
| 13 november 1955 | EDO            | 1 – 0 | Emma | Stadion: Noordersportpark, Haarlem |
| 13 november 1955 | Jan Koning 89' |       |      | Stadion: Noordersportpark, Haarlem |
| 13 november 1955 |                |       |      | Stadion: Noordersportpark, Haarlem |
| 13 november 1955 |                |       |      | Stadion: Noordersportpark, Haarlem |
|                  |                |       |      |                                    |

|                  |        |                                 |           |                                |
| 13 november 1955 | D.F.C. | 0 – 3                           | Willem II | Stadion: Krommedijk, Dordrecht |
| 13 november 1955 |        | 29', 60', 80' Sjel de Bruyckere |           | Stadion: Krommedijk, Dordrecht |
| 13 november 1955 |        |                                 |           | Stadion: Krommedijk, Dordrecht |
| 13 november 1955 |        |                                 |           | Stadion: Krommedijk, Dordrecht |
|                  |        |                                 |           |                                |

|                  |            |                           |             |                                        |
| 13 november 1955 | Feijenoord | 0 – 3                     | Alkmaar '54 | Stadion: Stadion Feijenoord, Rotterdam |
| 13 november 1955 |            | 14', 62', 73' Rudi Michel |             | Stadion: Stadion Feijenoord, Rotterdam |
| 13 november 1955 |            |                           |             | Stadion: Stadion Feijenoord, Rotterdam |
| 13 november 1955 |            |                           |             | Stadion: Stadion Feijenoord, Rotterdam |
|                  |            |                           |             |                                        |

## Speelronde 11
|                  |                      |       |                   |                                    |
| 20 november 1955 | De Graafschap        | 1 – 1 | SVV               | Stadion: De Vijverberg, Doetinchem |
| 20 november 1955 | Gerard Selderhuis 6' |       | 16' Henk Könemann | Stadion: De Vijverberg, Doetinchem |
| 20 november 1955 |                      |       |                   | Stadion: De Vijverberg, Doetinchem |
| 20 november 1955 |                      |       |                   | Stadion: De Vijverberg, Doetinchem |
|                  |                      |       |                   |                                    |

|                  |                                                             |       |                                                             |                             |
| 20 november 1955 | SC Enschede                                                 | 4 – 3 | Feijenoord                                                  | Stadion: Heekpark, Enschede |
| 20 november 1955 | Gerrit Voges 39' Abe Lenstra 42' Arend van der Wel 82', 85' |       | 60' Tinus Bosselaar 84' Riny van Woerden 89' Nico de Bruijn | Stadion: Heekpark, Enschede |
| 20 november 1955 |                                                             |       |                                                             | Stadion: Heekpark, Enschede |
| 20 november 1955 |                                                             |       |                                                             | Stadion: Heekpark, Enschede |
|                  |                                                             |       |                                                             |                             |

|                  |     |       |     |                                    |
| 20 november 1955 | MVV | 0 – 0 | PSV | Stadion: De Boschpoort, Maastricht |
| 20 november 1955 |     |       |     | Stadion: De Boschpoort, Maastricht |
| 20 november 1955 |     |       |     | Stadion: De Boschpoort, Maastricht |
| 20 november 1955 |     |       |     | Stadion: De Boschpoort, Maastricht |
|                  |     |       |     |                                    |

|                  |                                                       |       |                                       |                                 |
| 20 november 1955 | SHS                                                   | 4 – 3 | Sittardia                             | Stadion: Houtrust, Scheveningen |
| 20 november 1955 | Cock Clavan 21' Coen Rijshouwer 30', -' Ab Kentie 53' |       | 20', 90' Harie Ehlen 60' Hubert Knops | Stadion: Houtrust, Scheveningen |
| 20 november 1955 |                                                       |       |                                       | Stadion: Houtrust, Scheveningen |
| 20 november 1955 |                                                       |       |                                       | Stadion: Houtrust, Scheveningen |
|                  |                                                       |       |                                       |                                 |

|                  |                     |       |                                     |                                      |
| 20 november 1955 | BVV                 | 1 – 2 | Rapid JC                            | Stadion: De Vliert, 's-Hertogenbosch |
| 20 november 1955 | Max van Beurden 15' |       | 4' Hubert Hanneman 46' Huub Janssen | Stadion: De Vliert, 's-Hertogenbosch |
| 20 november 1955 |                     |       |                                     | Stadion: De Vliert, 's-Hertogenbosch |
| 20 november 1955 |                     |       |                                     | Stadion: De Vliert, 's-Hertogenbosch |
|                  |                     |       |                                     |                                      |

|                  |                   |       |              |                             |
| 20 november 1955 | De Volewijckers   | 1 – 1 | GVAV         | Stadion: Mosveld, Amsterdam |
| 20 november 1955 | Dick Schenkel 83' |       | 35' Rem Been | Stadion: Mosveld, Amsterdam |
| 20 november 1955 |                   |       |              | Stadion: Mosveld, Amsterdam |
| 20 november 1955 |                   |       |              | Stadion: Mosveld, Amsterdam |
|                  |                   |       |              |                             |

|                  |                        |       |                                                               |                            |
| 20 november 1955 | Emma                   | 1 – 5 | Elinkwijk                                                     | Stadion: Reeweg, Dordrecht |
| 20 november 1955 | Janus van der Gijp 24' |       | 51', 51', 75' Wim de Jongh 64' Evert-Jan Vonk 82' Eef Westers | Stadion: Reeweg, Dordrecht |
| 20 november 1955 |                        |       |                                                               | Stadion: Reeweg, Dordrecht |
| 20 november 1955 |                        |       |                                                               | Stadion: Reeweg, Dordrecht |
|                  |                        |       |                                                               |                            |

|                  |                     |       |                |                                          |
| 20 november 1955 | Willem II           | 1 – 1 | EDO            | Stadion: Gemeentelijk Sportpark, Tilburg |
| 20 november 1955 | Jan van Roessel 21' |       | 30' Piet Prins | Stadion: Gemeentelijk Sportpark, Tilburg |
| 20 november 1955 |                     |       |                | Stadion: Gemeentelijk Sportpark, Tilburg |
| 20 november 1955 |                     |       |                | Stadion: Gemeentelijk Sportpark, Tilburg |
|                  |                     |       |                |                                          |

|                  |             |       |        |                                          |
| 20 november 1955 | Alkmaar '54 | 0 – 0 | D.F.C. | Stadion: Gemeentelijk Sportpark, Alkmaar |
| 20 november 1955 |             |       |        | Stadion: Gemeentelijk Sportpark, Alkmaar |
| 20 november 1955 |             |       |        | Stadion: Gemeentelijk Sportpark, Alkmaar |
| 20 november 1955 |             |       |        | Stadion: Gemeentelijk Sportpark, Alkmaar |
|                  |             |       |        |                                          |

## Speelronde 12
|                  |                    |       |                                                                              |                                |
| 27 november 1955 | D.F.C.             | 1 – 7 | SC Enschede                                                                  | Stadion: Krommedijk, Dordrecht |
| 27 november 1955 | Freek Bellaard 14' |       | 3' Gerrit Voges 26' Joop Janssen 37', –', –' Hennie Oonk 64', –' Abe Lenstra | Stadion: Krommedijk, Dordrecht |
| 27 november 1955 |                    |       |                                                                              | Stadion: Krommedijk, Dordrecht |
| 27 november 1955 |                    |       |                                                                              | Stadion: Krommedijk, Dordrecht |
|                  |                    |       |                                                                              |                                |

|                  |                                         |       |                     |                                     |
| 27 november 1955 | SVV                                     | 2 – 1 | MVV                 | Stadion: Frankelandsedijk, Schiedam |
| 27 november 1955 | Henk Könemann 14' Cor van Schijndel 43' |       | 25' Ton Couwenbergh | Stadion: Frankelandsedijk, Schiedam |
| 27 november 1955 |                                         |       |                     | Stadion: Frankelandsedijk, Schiedam |
| 27 november 1955 |                                         |       |                     | Stadion: Frankelandsedijk, Schiedam |
|                  |                                         |       |                     |                                     |

|                  |                                                                 |       |               |                                     |
| 27 november 1955 | PSV                                                             | 4 – 1 | SHS           | Stadion: Philips Stadion, Eindhoven |
| 27 november 1955 | Toon Brusselers 30' Coen Dillen (pen) 51', 66' Piet Fransen 60' |       | 74' Ab Kentie | Stadion: Philips Stadion, Eindhoven |
| 27 november 1955 |                                                                 |       |               | Stadion: Philips Stadion, Eindhoven |
| 27 november 1955 |                                                                 |       |               | Stadion: Philips Stadion, Eindhoven |
|                  |                                                                 |       |               |                                     |

|                  |                            |       |                                                             |                                     |
| 27 november 1955 | Sittardia                  | 1 – 3 | BVV                                                         | Stadion: Sittardia-terrein, Sittard |
| 27 november 1955 | Gerard (Sjeer) Gruisen 43' |       | 7' Hubert Knops (e.d.) 20' Max van Beurden 75' Wim Heijmans | Stadion: Sittardia-terrein, Sittard |
| 27 november 1955 |                            |       |                                                             | Stadion: Sittardia-terrein, Sittard |
| 27 november 1955 |                            |       |                                                             | Stadion: Sittardia-terrein, Sittard |
|                  |                            |       |                                                             |                                     |

|                  |                                                          |       |                 |                              |
| 27 november 1955 | Rapid JC                                                 | 3 – 0 | De Volewijckers | Stadion: Kaalheide, Kerkrade |
| 27 november 1955 | Hubert Hanneman 40' Hub Bisschops 43' Noud van Melis 61' |       |                 | Stadion: Kaalheide, Kerkrade |
| 27 november 1955 |                                                          |       |                 | Stadion: Kaalheide, Kerkrade |
| 27 november 1955 |                                                          |       |                 | Stadion: Kaalheide, Kerkrade |
|                  |                                                          |       |                 |                              |

|                  | |       |      |                                |
| 27 november 1955 | GVAV | 9 – 0 | Emma | Stadion: Oosterpark, Groningen |
| 27 november 1955 | Johnny de Grooth 25', 30', 53', 60' Rikkert La Crois 55' Henk Meuken 61', 69' Alie Kruger 65' Abel Alting 85' |       |      | Stadion: Oosterpark, Groningen |
| 27 november 1955 | |       |      | Stadion: Oosterpark, Groningen |
| 27 november 1955 | |       |      | Stadion: Oosterpark, Groningen |
|                  | |       |      |                                |

|                  |                                                  |       |                 |                                        |
| 27 november 1955 | Elinkwijk                                        | 3 – 1 | Willem II       | Stadion: Amsterdamsestraatweg, Utrecht |
| 27 november 1955 | Jan Huntink 20' Wim de Jongh 60' Eef Westers 75' |       | 7' Piet de Jong | Stadion: Amsterdamsestraatweg, Utrecht |
| 27 november 1955 |                                                  |       |                 | Stadion: Amsterdamsestraatweg, Utrecht |
| 27 november 1955 |                                                  |       |                 | Stadion: Amsterdamsestraatweg, Utrecht |
|                  |                                                  |       |                 |                                        |

|                  |                                    |       |                      |                                    |
| 27 november 1955 | EDO                                | 2 – 1 | Alkmaar '54          | Stadion: Noordersportpark, Haarlem |
| 27 november 1955 | Henk van Roodselaar 17', (pen) 39' |       | 30' Klaas (Kip) Smit | Stadion: Noordersportpark, Haarlem |
| 27 november 1955 |                                    |       |                      | Stadion: Noordersportpark, Haarlem |
| 27 november 1955 |                                    |       |                      | Stadion: Noordersportpark, Haarlem |
|                  |                                    |       |                      |                                    |

|                  |                                                                                         |       |                       |                                        |
| 27 november 1955 | Feijenoord                                                                              | 6 – 1 | De Graafschap         | Stadion: Stadion Feijenoord, Rotterdam |
| 27 november 1955 | Henk Schouten 23' Nico de Bruijn 26' Tinus Bosselaar 37', 58' Riny van Woerden 68', 73' |       | 34' Gerard Selderhuis | Stadion: Stadion Feijenoord, Rotterdam |
| 27 november 1955 |                                                                                         |       |                       | Stadion: Stadion Feijenoord, Rotterdam |
| 27 november 1955 |                                                                                         |       |                       | Stadion: Stadion Feijenoord, Rotterdam |
|                  |                                                                                         |       |                       |                                        |

## Speelronde 13
|                 |                                             |       |     |                                        |
| 4 december 1955 | Feijenoord                                  | 2 – 0 | SVV | Stadion: Stadion Feijenoord, Rotterdam |
| 4 december 1955 | Tinus Bosselaar (pen) 25' Henk Schouten 57' |       |     | Stadion: Stadion Feijenoord, Rotterdam |
| 4 december 1955 |                                             |       |     | Stadion: Stadion Feijenoord, Rotterdam |
| 4 december 1955 |                                             |       |     | Stadion: Stadion Feijenoord, Rotterdam |
|                 |                                             |       |     |                                        |

|                 |                       |       |                         |                             |
| 4 december 1955 | SC Enschede           | 2 – 1 | EDO                     | Stadion: Heekpark, Enschede |
| 4 december 1955 | Gerrit Voges 40', 83' |       | 81' Henk van Roodselaar | Stadion: Heekpark, Enschede |
| 4 december 1955 |                       |       |                         | Stadion: Heekpark, Enschede |
| 4 december 1955 |                       |       |                         | Stadion: Heekpark, Enschede |
|                 |                       |       |                         |                             |

|                 |                  |       |                                                     |                                 |
| 4 december 1955 | SHS              | 1 – 2 | MVV                                                 | Stadion: Houtrust, Scheveningen |
| 4 december 1955 | Jan van Geen 23' |       | 30' Ton Couwenbergh 75' (e.d.) Herman van den Engel | Stadion: Houtrust, Scheveningen |
| 4 december 1955 |                  |       |                                                     | Stadion: Houtrust, Scheveningen |
| 4 december 1955 |                  |       |                                                     | Stadion: Houtrust, Scheveningen |
|                 |                  |       |                                                     |                                 |

|                 |                                                 |       |                                                  |                                      |
| 4 december 1955 | BVV                                             | 2 – 3 | PSV                                              | Stadion: De Vliert, 's-Hertogenbosch |
| 4 december 1955 | Thijs Burgerhof 40' Piet van Overbeek (pen) 90' |       | 31', (pen) 55' Coen Dillen 48' Harry van Elderen | Stadion: De Vliert, 's-Hertogenbosch |
| 4 december 1955 |                                                 |       |                                                  | Stadion: De Vliert, 's-Hertogenbosch |
| 4 december 1955 |                                                 |       |                                                  | Stadion: De Vliert, 's-Hertogenbosch |
|                 |                                                 |       |                                                  |                                      |

|                 |                                               |       |                                                |                             |
| 4 december 1955 | De Volewijckers                               | 4 – 5 | Sittardia                                      | Stadion: Mosveld, Amsterdam |
| 4 december 1955 | Dick Schenkel 1', 53' Sjaak de Vries 11', 60' |       | 4', 47', 85' Harie Ehlen 49', 54' Sef Dieteren | Stadion: Mosveld, Amsterdam |
| 4 december 1955 |                                               |       |                                                | Stadion: Mosveld, Amsterdam |
| 4 december 1955 |                                               |       |                                                | Stadion: Mosveld, Amsterdam |
|                 |                                               |       |                                                |                             |

|                 |      |             |          |                            |
| 4 december 1955 | Emma | 0 – 1       | Rapid JC | Stadion: Reeweg, Dordrecht |
| 4 december 1955 |      | 2' Hub Lenz |          | Stadion: Reeweg, Dordrecht |
| 4 december 1955 |      |             |          | Stadion: Reeweg, Dordrecht |
| 4 december 1955 |      |             |          | Stadion: Reeweg, Dordrecht |
|                 |      |             |          |                            |

|                 |                                                         |       |                                                                                     |                                          |
| 4 december 1955 | Willem II                                               | 3 – 4 | GVAV                                                                                | Stadion: Gemeentelijk Sportpark, Tilburg |
| 4 december 1955 | Toon Becx 47' Sjel de Bruyckere 70' Jan van Roessel 77' |       | 17' Rikkert La Crois 19' (e.d.) Piet van Beers 38' Alie Kruger 57' Johnny de Grooth | Stadion: Gemeentelijk Sportpark, Tilburg |
| 4 december 1955 |                                                         |       |                                                                                     | Stadion: Gemeentelijk Sportpark, Tilburg |
| 4 december 1955 |                                                         |       |                                                                                     | Stadion: Gemeentelijk Sportpark, Tilburg |
|                 |                                                         |       |                                                                                     |                                          |

|                 |                                  |       |           |                                          |
| 4 december 1955 | Alkmaar '54                      | 2 – 0 | Elinkwijk | Stadion: Gemeentelijk Sportpark, Alkmaar |
| 4 december 1955 | Hein Pitters 11' Rudi Michel 75' |       |           | Stadion: Gemeentelijk Sportpark, Alkmaar |
| 4 december 1955 |                                  |       |           | Stadion: Gemeentelijk Sportpark, Alkmaar |
| 4 december 1955 |                                  |       |           | Stadion: Gemeentelijk Sportpark, Alkmaar |
|                 |                                  |       |           |                                          |

|                 |               |                      |        |                                    |
| 4 december 1955 | De Graafschap | 0 – 2                | D.F.C. | Stadion: De Vijverberg, Doetinchem |
| 4 december 1955 |               | 19', 43' Koos Schaap |        | Stadion: De Vijverberg, Doetinchem |
| 4 december 1955 |               |                      |        | Stadion: De Vijverberg, Doetinchem |
| 4 december 1955 |               |                      |        | Stadion: De Vijverberg, Doetinchem |
|                 |               |                      |        |                                    |

## Speelronde 14
|                  |                   |       |                                      |                                    |
| 11 december 1955 | EDO               | 1 – 2 | De Graafschap                        | Stadion: Noordersportpark, Haarlem |
| 11 december 1955 | Leen Plaizier 82' |       | 3' Gerrit Kluin 8' Gerard Selderhuis | Stadion: Noordersportpark, Haarlem |
| 11 december 1955 |                   |       |                                      | Stadion: Noordersportpark, Haarlem |
| 11 december 1955 |                   |       |                                      | Stadion: Noordersportpark, Haarlem |
|                  |                   |       |                                      |                                    |

|                  |           |       |             |                                        |
| 11 december 1955 | Elinkwijk | 0 – 0 | SC Enschede | Stadion: Amsterdamsestraatweg, Utrecht |
| 11 december 1955 |           |       |             | Stadion: Amsterdamsestraatweg, Utrecht |
| 11 december 1955 |           |       |             | Stadion: Amsterdamsestraatweg, Utrecht |
| 11 december 1955 |           |       |             | Stadion: Amsterdamsestraatweg, Utrecht |
|                  |           |       |             |                                        |

|                  |        |       |            |                                |
| 11 december 1955 | D.F.C. | 0 – 0 | Feijenoord | Stadion: Krommedijk, Dordrecht |
| 11 december 1955 |        |       |            | Stadion: Krommedijk, Dordrecht |
| 11 december 1955 |        |       |            | Stadion: Krommedijk, Dordrecht |
| 11 december 1955 |        |       |            | Stadion: Krommedijk, Dordrecht |
|                  |        |       |            |                                |

|                  |     |                 |     |                                     |
| 11 december 1955 | SVV | 0 – 1           | SHS | Stadion: Frankelandsedijk, Schiedam |
| 11 december 1955 |     | 20' Cock Clavan |     | Stadion: Frankelandsedijk, Schiedam |
| 11 december 1955 |     |                 |     | Stadion: Frankelandsedijk, Schiedam |
| 11 december 1955 |     |                 |     | Stadion: Frankelandsedijk, Schiedam |
|                  |     |                 |     |                                     |

|                  |     |                       |     |                                    |
| 11 december 1955 | MVV | 0 – 1                 | BVV | Stadion: De Boschpoort, Maastricht |
| 11 december 1955 |     | 33' Piet van Overbeek |     | Stadion: De Boschpoort, Maastricht |
| 11 december 1955 |     |                       |     | Stadion: De Boschpoort, Maastricht |
| 11 december 1955 |     |                       |     | Stadion: De Boschpoort, Maastricht |
|                  |     |                       |     |                                    |

|                  |                                           |       |                                     |                                     |
| 11 december 1955 | PSV                                       | 5 – 2 | De Volewijckers                     | Stadion: Philips Stadion, Eindhoven |
| 11 december 1955 | Coen Dillen 14', 53', 60', (pen) 62', 65' |       | 3' Tom Weening 28' Joop van de Mast | Stadion: Philips Stadion, Eindhoven |
| 11 december 1955 |                                           |       |                                     | Stadion: Philips Stadion, Eindhoven |
| 11 december 1955 |                                           |       |                                     | Stadion: Philips Stadion, Eindhoven |
|                  |                                           |       |                                     |                                     |

|                  |                                         |       |                              |                                     |
| 11 december 1955 | Sittardia                               | 2 – 2 | Emma                         | Stadion: Sittardia-terrein, Sittard |
| 11 december 1955 | Frans Ververs 9' Jan van den Heuvel 48' |       | 40', 64' Bram van der Hoeven | Stadion: Sittardia-terrein, Sittard |
| 11 december 1955 |                                         |       |                              | Stadion: Sittardia-terrein, Sittard |
| 11 december 1955 |                                         |       |                              | Stadion: Sittardia-terrein, Sittard |
|                  |                                         |       |                              |                                     |

|                  |                                                                              |       |                                           |                              |
| 11 december 1955 | Rapid JC                                                                     | 5 – 2 | Willem II                                 | Stadion: Kaalheide, Kerkrade |
| 11 december 1955 | Hubert Hanneman 27', 59' Hub Bisschops 42' Hein Strouken 57' Johan Adang 74' |       | 37' Jan van Roessel 65' Sjel de Bruyckere | Stadion: Kaalheide, Kerkrade |
| 11 december 1955 |                                                                              |       |                                           | Stadion: Kaalheide, Kerkrade |
| 11 december 1955 |                                                                              |       |                                           | Stadion: Kaalheide, Kerkrade |
|                  |                                                                              |       |                                           |                              |

|                  |                                                                |       |                  |                                |
| 11 december 1955 | GVAV                                                           | 4 – 1 | Alkmaar '54      | Stadion: Oosterpark, Groningen |
| 11 december 1955 | Alie Kruger 29', 57' Johnny de Grooth 78' Rikkert La Crois 88' |       | Klaas (Kip) Smit | Stadion: Oosterpark, Groningen |
| 11 december 1955 |                                                                |       |                  | Stadion: Oosterpark, Groningen |
| 11 december 1955 |                                                                |       |                  | Stadion: Oosterpark, Groningen |
|                  |                                                                |       |                  |                                |

## Speelronde 15
|                  |                         |       |     |                            |
| 17 december 1955 | Emma                    | 1 – 0 | PSV | Stadion: Reeweg, Dordrecht |
| 17 december 1955 | Bram van der Hoeven 44' |       |     | Stadion: Reeweg, Dordrecht |
| 17 december 1955 |                         |       |     | Stadion: Reeweg, Dordrecht |
| 17 december 1955 |                         |       |     | Stadion: Reeweg, Dordrecht |
|                  |                         |       |     |                            |

|                  |                                       |       |                  |                                |
| 18 december 1955 | D.F.C.                                | 3 – 1 | SVV              | Stadion: Krommedijk, Dordrecht |
| 18 december 1955 | Koos Schaap 10', 18' Jan de Jager 83' |       | 82' Jan Offerman | Stadion: Krommedijk, Dordrecht |
| 18 december 1955 |                                       |       |                  | Stadion: Krommedijk, Dordrecht |
| 18 december 1955 |                                       |       |                  | Stadion: Krommedijk, Dordrecht |
|                  |                                       |       |                  |                                |

|                  |             |                      |      |                             |
| 18 december 1955 | SC Enschede | 0 – 1                | GVAV | Stadion: Heekpark, Enschede |
| 18 december 1955 |             | 89' Rikkert La Crois |      | Stadion: Heekpark, Enschede |
| 18 december 1955 |             |                      |      | Stadion: Heekpark, Enschede |
| 18 december 1955 |             |                      |      | Stadion: Heekpark, Enschede |
|                  |             |                      |      |                             |

|                  |     |                         |     |                                      |
| 18 december 1955 | BVV | 0 – 2                   | SHS | Stadion: De Vliert, 's-Hertogenbosch |
| 18 december 1955 |     | Mick Clavan Cock Clavan |     | Stadion: De Vliert, 's-Hertogenbosch |
| 18 december 1955 |     |                         |     | Stadion: De Vliert, 's-Hertogenbosch |
| 18 december 1955 |     |                         |     | Stadion: De Vliert, 's-Hertogenbosch |
|                  |     |                         |     |                                      |

|                  |                 |                                              |     |                             |
| 18 december 1955 | De Volewijckers | 0 – 3                                        | MVV | Stadion: Mosveld, Amsterdam |
| 18 december 1955 |                 | 52' Fons van Wissen 60', 90' Ton Couwenbergh |     | Stadion: Mosveld, Amsterdam |
| 18 december 1955 |                 |                                              |     | Stadion: Mosveld, Amsterdam |
| 18 december 1955 |                 |                                              |     | Stadion: Mosveld, Amsterdam |
|                  |                 |                                              |     |                             |

|                  |           |                                                                |           |                                          |
| 18 december 1955 | Willem II | 0 – 3                                                          | Sittardia | Stadion: Gemeentelijk Sportpark, Tilburg |
| 18 december 1955 |           | 13' Jan van den Heuvel 80' Harie Ehlen 83' (pen) Gerard Rumpen |           | Stadion: Gemeentelijk Sportpark, Tilburg |
| 18 december 1955 |           |                                                                |           | Stadion: Gemeentelijk Sportpark, Tilburg |
| 18 december 1955 |           |                                                                |           | Stadion: Gemeentelijk Sportpark, Tilburg |
|                  |           |                                                                |           |                                          |

|                  |                               |       |                                        |                                          |
| 18 december 1955 | Alkmaar '54                   | 2 – 2 | Rapid JC                               | Stadion: Gemeentelijk Sportpark, Alkmaar |
| 18 december 1955 | Piet Buis 58' Rudi Michel 82' |       | 24' Hubert Hanneman 32' Noud van Melis | Stadion: Gemeentelijk Sportpark, Alkmaar |
| 18 december 1955 |                               |       |                                        | Stadion: Gemeentelijk Sportpark, Alkmaar |
| 18 december 1955 |                               |       |                                        | Stadion: Gemeentelijk Sportpark, Alkmaar |
|                  |                               |       |                                        |                                          |

|                  |                                      |       |           |                                    |
| 18 december 1955 | De Graafschap                        | 2 – 0 | Elinkwijk | Stadion: De Vijverberg, Doetinchem |
| 18 december 1955 | Dick Faber 30' Gerard Selderhuis 75' |       |           | Stadion: De Vijverberg, Doetinchem |
| 18 december 1955 |                                      |       |           | Stadion: De Vijverberg, Doetinchem |
| 18 december 1955 |                                      |       |           | Stadion: De Vijverberg, Doetinchem |
|                  |                                      |       |           |                                    |

|                  |                  |       |                         |                                        |
| 18 december 1955 | Feijenoord       | 1 – 1 | EDO                     | Stadion: Stadion Feijenoord, Rotterdam |
| 18 december 1955 | Toon Meerman 40' |       | 75' Henk van Roodselaar | Stadion: Stadion Feijenoord, Rotterdam |
| 18 december 1955 |                  |       |                         | Stadion: Stadion Feijenoord, Rotterdam |
| 18 december 1955 |                  |       |                         | Stadion: Stadion Feijenoord, Rotterdam |
|                  |                  |       |                         |                                        |

## Speelronde 16
|                  |                                           |       |                                      |                                    |
| 26 december 1955 | EDO                                       | 2 – 3 | D.F.C.                               | Stadion: Noordersportpark, Haarlem |
| 26 december 1955 | Leen Plaizier 30' Henk van Roodselaar 58' |       | 43', 48' Koos Schaap 78' Piet van Es | Stadion: Noordersportpark, Haarlem |
| 26 december 1955 |                                           |       |                                      | Stadion: Noordersportpark, Haarlem |
| 26 december 1955 |                                           |       |                                      | Stadion: Noordersportpark, Haarlem |
|                  |                                           |       |                                      |                                    |

|                  |                                                             |       |                                      |                              |
| 26 december 1955 | Rapid JC                                                    | 3 – 3 | SC Enschede                          | Stadion: Kaalheide, Kerkrade |
| 26 december 1955 | Hub Bisschops 43' (pen.) Hein Strouken 75' Wiel Coerver 78' |       | 43', 57' Abe Lenstra 85' Hennie Oonk | Stadion: Kaalheide, Kerkrade |
| 26 december 1955 |                                                             |       |                                      | Stadion: Kaalheide, Kerkrade |
| 26 december 1955 |                                                             |       |                                      | Stadion: Kaalheide, Kerkrade |
|                  |                                                             |       |                                      |                              |

|                  |                            |       |                                             |                                      |
| 26 december 1955 | BVV                        | 3 – 2 | SVV                                         | Stadion: De Vliert, 's-Hertogenbosch |
| 26 december 1955 | Wim Heijmans 74', 79', 86' |       | 59' Henk Könemann 90' (pen) Gerrit van Pelt | Stadion: De Vliert, 's-Hertogenbosch |
| 26 december 1955 |                            |       |                                             | Stadion: De Vliert, 's-Hertogenbosch |
| 26 december 1955 |                            |       |                                             | Stadion: De Vliert, 's-Hertogenbosch |
|                  |                            |       |                                             |                                      |

|                  |                  |       |                 |                                 |
| 26 december 1955 | SHS              | 1 – 0 | De Volewijckers | Stadion: Houtrust, Scheveningen |
| 26 december 1955 | Jan van Geen 10' |       |                 | Stadion: Houtrust, Scheveningen |
| 26 december 1955 |                  |       |                 | Stadion: Houtrust, Scheveningen |
| 26 december 1955 |                  |       |                 | Stadion: Houtrust, Scheveningen |
|                  |                  |       |                 |                                 |

|                  |                   |       |      |                                    |
| 26 december 1955 | MVV               | 1 – 0 | Emma | Stadion: De Boschpoort, Maastricht |
| 26 december 1955 | André Vroemen 60' |       |      | Stadion: De Boschpoort, Maastricht |
| 26 december 1955 |                   |       |      | Stadion: De Boschpoort, Maastricht |
| 26 december 1955 |                   |       |      | Stadion: De Boschpoort, Maastricht |
|                  |                   |       |      |                                    |

|                  |                  |       |                                        |                                     |
| 26 december 1955 | PSV              | 1 – 2 | Willem II                              | Stadion: Philips Stadion, Eindhoven |
| 26 december 1955 | Piet Fransen 31' |       | 36' Jan Brooijmans 47' Jan van Roessel | Stadion: Philips Stadion, Eindhoven |
| 26 december 1955 |                  |       |                                        | Stadion: Philips Stadion, Eindhoven |
| 26 december 1955 |                  |       |                                        | Stadion: Philips Stadion, Eindhoven |
|                  |                  |       |                                        |                                     |

|                  |           |       |             |                                     |
| 26 december 1955 | Sittardia | 0 – 0 | Alkmaar '54 | Stadion: Sittardia-terrein, Sittard |
| 26 december 1955 |           |       |             | Stadion: Sittardia-terrein, Sittard |
| 26 december 1955 |           |       |             | Stadion: Sittardia-terrein, Sittard |
| 26 december 1955 |           |       |             | Stadion: Sittardia-terrein, Sittard |
|                  |           |       |             |                                     |

|                  |                                                           |       |               |                                |
| 26 december 1955 | GVAV                                                      | 3 – 0 | De Graafschap | Stadion: Oosterpark, Groningen |
| 26 december 1955 | Rikkert La Crois 72' Johnny de Grooth 74' Piet de Koe 85' |       |               | Stadion: Oosterpark, Groningen |
| 26 december 1955 |                                                           |       |               | Stadion: Oosterpark, Groningen |
| 26 december 1955 |                                                           |       |               | Stadion: Oosterpark, Groningen |
|                  |                                                           |       |               |                                |

|                  |                                                       |       |                 |                                        |
| 26 december 1955 | Elinkwijk                                             | 4 – 1 | Feijenoord      | Stadion: Amsterdamsestraatweg, Utrecht |
| 26 december 1955 | Wim de Jongh 29', 80' Jan Huntink 70' Eef Westers 50' |       | 3' Coen Moulijn | Stadion: Amsterdamsestraatweg, Utrecht |
| 26 december 1955 |                                                       |       |                 | Stadion: Amsterdamsestraatweg, Utrecht |
| 26 december 1955 |                                                       |       |                 | Stadion: Amsterdamsestraatweg, Utrecht |
|                  |                                                       |       |                 |                                        |

## Speelronde 17
|                |                                |       |     |                                     |
| 8 januari 1956 | SVV                            | 2 – 0 | EDO | Stadion: Frankelandsedijk, Schiedam |
| 8 januari 1956 | Gerrit van Pelt (pen) 33', 65' |       |     | Stadion: Frankelandsedijk, Schiedam |
| 8 januari 1956 |                                |       |     | Stadion: Frankelandsedijk, Schiedam |
| 8 januari 1956 |                                |       |     | Stadion: Frankelandsedijk, Schiedam |
|                |                                |       |     |                                     |

|                |                                                    |       |                |                             |
| 8 januari 1956 | SC Enschede                                        | 6 – 1 | Sittardia      | Stadion: Heekpark, Enschede |
| 8 januari 1956 | Hennie Oonk 3', 9', 13', 48' Gerrit Voges 68', 90' |       | 1' Harie Ehlen | Stadion: Heekpark, Enschede |
| 8 januari 1956 |                                                    |       |                | Stadion: Heekpark, Enschede |
| 8 januari 1956 |                                                    |       |                | Stadion: Heekpark, Enschede |
|                |                                                    |       |                |                             |

|                |                    |       |                                                  |                             |
| 8 januari 1956 | De Volewijckers    | 1 – 2 | BVV                                              | Stadion: Mosveld, Amsterdam |
| 8 januari 1956 | Joop Daggelder 88' |       | 61' (e.d.) Tom Weening 76' Marius van den Dungen | Stadion: Mosveld, Amsterdam |
| 8 januari 1956 |                    |       |                                                  | Stadion: Mosveld, Amsterdam |
| 8 januari 1956 |                    |       |                                                  | Stadion: Mosveld, Amsterdam |
|                |                    |       |                                                  |                             |

|                |                                                    |       |                      |                                          |
| 8 januari 1956 | Alkmaar '54                                        | 3 – 2 | PSV                  | Stadion: Gemeentelijk Sportpark, Alkmaar |
| 8 januari 1956 | Klaas (Kip) Smit 15' Rudi Michel 43' Piet Buis 55' |       | 47', 88' Theo Buenen | Stadion: Gemeentelijk Sportpark, Alkmaar |
| 8 januari 1956 |                                                    |       |                      | Stadion: Gemeentelijk Sportpark, Alkmaar |
| 8 januari 1956 |                                                    |       |                      | Stadion: Gemeentelijk Sportpark, Alkmaar |
|                |                                                    |       |                      |                                          |

|                |                  |       |                  |                                    |
| 8 januari 1956 | De Graafschap    | 1 – 1 | Rapid JC         | Stadion: De Vijverberg, Doetinchem |
| 8 januari 1956 | Gerrit Kluin 20' |       | 8' Hub Bisschops | Stadion: De Vijverberg, Doetinchem |
| 8 januari 1956 |                  |       |                  | Stadion: De Vijverberg, Doetinchem |
| 8 januari 1956 |                  |       |                  | Stadion: De Vijverberg, Doetinchem |
|                |                  |       |                  |                                    |

|                |                                                       |       |                |                                        |
| 8 januari 1956 | Feijenoord                                            | 5 – 1 | GVAV           | Stadion: Stadion Feijenoord, Rotterdam |
| 8 januari 1956 | Cor van der Gijp 25', 80' Henk Schouten 43', 57', 68' |       | 6' Henk Meuken | Stadion: Stadion Feijenoord, Rotterdam |
| 8 januari 1956 |                                                       |       |                | Stadion: Stadion Feijenoord, Rotterdam |
| 8 januari 1956 |                                                       |       |                | Stadion: Stadion Feijenoord, Rotterdam |
|                |                                                       |       |                |                                        |

|                |                  |       |                                     |                                |
| 8 januari 1956 | D.F.C.           | 1 – 2 | Elinkwijk                           | Stadion: Krommedijk, Dordrecht |
| 8 januari 1956 | Wim de Groot 38' |       | 44' Wim de Jongh 65' Evert-Jan Vonk | Stadion: Krommedijk, Dordrecht |
| 8 januari 1956 |                  |       |                                     | Stadion: Krommedijk, Dordrecht |
| 8 januari 1956 |                  |       |                                     | Stadion: Krommedijk, Dordrecht |
|                |                  |       |                                     |                                |

|               |                     |       |                                                                 |                            |
| 11 maart 1956 | Emma                | 1 – 5 | SHS                                                             | Stadion: Reeweg, Dordrecht |
| 11 maart 1956 | Jan Hardenbol (pen) |       | 10', 45' Piet Dekker 39' (pen), -' Jan van Geen 40' Mick Clavan | Stadion: Reeweg, Dordrecht |
| 11 maart 1956 |                     |       |                                                                 | Stadion: Reeweg, Dordrecht |
| 11 maart 1956 |                     |       |                                                                 | Stadion: Reeweg, Dordrecht |
|               |                     |       |                                                                 |                            |

|             |                                                     |       |                                          |                                          |
| 24 mei 1956 | Willem II                                           | 3 – 3 | MVV                                      | Stadion: Gemeentelijk Sportpark, Tilburg |
| 24 mei 1956 | Jan van Roessel (pen) 60', 67' Nico van Elderen 80' |       | 40', 48' Albert Ummels 87' Piet van Dijk | Stadion: Gemeentelijk Sportpark, Tilburg |
| 24 mei 1956 |                                                     |       |                                          | Stadion: Gemeentelijk Sportpark, Tilburg |
| 24 mei 1956 |                                                     |       |                                          | Stadion: Gemeentelijk Sportpark, Tilburg |
|             |                                                     |       |                                          |                                          |

## Speelronde 18
|                 |                                                         |       |                    |                                     |
| 15 januari 1956 | SVV                                                     | 3 – 1 | De Volewijckers    | Stadion: Frankelandsedijk, Schiedam |
| 15 januari 1956 | Kees Maltha 7' Tom Weening (e.d.) 28' Henk Könemann 49' |       | 68' Sjaak de Vries | Stadion: Frankelandsedijk, Schiedam |
| 15 januari 1956 |                                                         |       |                    | Stadion: Frankelandsedijk, Schiedam |
| 15 januari 1956 |                                                         |       |                    | Stadion: Frankelandsedijk, Schiedam |
|                 |                                                         |       |                    |                                     |

|                 |                                                        |       |                                                      |                             |
| 15 januari 1956 | SC Enschede                                            | 4 – 3 | PSV                                                  | Stadion: Heekpark, Enschede |
| 15 januari 1956 | Abe Lenstra 30', 75' Arend van der Wel 54' Hennie Oonk |       | 37' Toon Brusselers 69' Theo Buenen 89' Piet Fransen | Stadion: Heekpark, Enschede |
| 15 januari 1956 |                                                        |       |                                                      | Stadion: Heekpark, Enschede |
| 15 januari 1956 |                                                        |       |                                                      | Stadion: Heekpark, Enschede |
|                 |                                                        |       |                                                      |                             |

|                 |     |       |           |                                    |
| 15 januari 1956 | EDO | 0 – 0 | Elinkwijk | Stadion: Noordersportpark, Haarlem |
| 15 januari 1956 |     |       |           | Stadion: Noordersportpark, Haarlem |
| 15 januari 1956 |     |       |           | Stadion: Noordersportpark, Haarlem |
| 15 januari 1956 |     |       |           | Stadion: Noordersportpark, Haarlem |
|                 |     |       |           |                                    |

|                 |                                    |       |                 |                                |
| 15 januari 1956 | D.F.C.                             | 2 – 1 | GVAV            | Stadion: Krommedijk, Dordrecht |
| 15 januari 1956 | Sjef Collombon 12' Piet van Es 65' |       | 26' Alie Kruger | Stadion: Krommedijk, Dordrecht |
| 15 januari 1956 |                                    |       |                 | Stadion: Krommedijk, Dordrecht |
| 15 januari 1956 |                                    |       |                 | Stadion: Krommedijk, Dordrecht |
|                 |                                    |       |                 |                                |

|                 |                            |       |          |                                        |
| 15 januari 1956 | Feijenoord                 | 2 – 0 | Rapid JC | Stadion: Stadion Feijenoord, Rotterdam |
| 15 januari 1956 | Daan den Bleijker 17', 47' |       |          | Stadion: Stadion Feijenoord, Rotterdam |
| 15 januari 1956 |                            |       |          | Stadion: Stadion Feijenoord, Rotterdam |
| 15 januari 1956 |                            |       |          | Stadion: Stadion Feijenoord, Rotterdam |
|                 |                            |       |          |                                        |

|                 |                                              |       |                                                    |                                    |
| 15 januari 1956 | De Graafschap                                | 3 – 3 | Sittardia                                          | Stadion: De Vijverberg, Doetinchem |
| 15 januari 1956 | Gerrit Bosveld 5' Gerard Selderhuis 61', 61' |       | 6' Harry Brüll 22' Antoine Gardier 51' Harie Ehlen | Stadion: De Vijverberg, Doetinchem |
| 15 januari 1956 |                                              |       |                                                    | Stadion: De Vijverberg, Doetinchem |
| 15 januari 1956 |                                              |       |                                                    | Stadion: De Vijverberg, Doetinchem |
|                 |                                              |       |                                                    |                                    |

|                 |                                                         |       |                     |                                          |
| 15 januari 1956 | Alkmaar '54                                             | 3 – 1 | MVV                 | Stadion: Gemeentelijk Sportpark, Alkmaar |
| 15 januari 1956 | Barend van Vliet 60' Henk van der Sluis 61' Jan Los 62' |       | 82' Ton Couwenbergh | Stadion: Gemeentelijk Sportpark, Alkmaar |
| 15 januari 1956 |                                                         |       |                     | Stadion: Gemeentelijk Sportpark, Alkmaar |
| 15 januari 1956 |                                                         |       |                     | Stadion: Gemeentelijk Sportpark, Alkmaar |
|                 |                                                         |       |                     |                                          |

|                 |                                                           |       |                        |                                          |
| 15 januari 1956 | Willem II                                                 | 4 – 1 | SHS                    | Stadion: Gemeentelijk Sportpark, Tilburg |
| 15 januari 1956 | Piet de Jong 7', 62' Cees Dikmans 28' Jan van Roessel 44' |       | 85' (pen) Jan van Geen | Stadion: Gemeentelijk Sportpark, Tilburg |
| 15 januari 1956 |                                                           |       |                        | Stadion: Gemeentelijk Sportpark, Tilburg |
| 15 januari 1956 |                                                           |       |                        | Stadion: Gemeentelijk Sportpark, Tilburg |
|                 |                                                           |       |                        |                                          |

|                 |                      |       |                                                            |                            |
| 15 januari 1956 | Emma                 | 1 – 3 | BVV                                                        | Stadion: Reeweg, Dordrecht |
| 15 januari 1956 | Wim van der Gaag 15' |       | 17' Henk Quaadvliet 67' Wim Heijmans 80' Piet van Overbeek | Stadion: Reeweg, Dordrecht |
| 15 januari 1956 |                      |       |                                                            | Stadion: Reeweg, Dordrecht |
| 15 januari 1956 |                      |       |                                                            | Stadion: Reeweg, Dordrecht |
|                 |                      |       |                                                            |                            |

## Speelronde 19
|                 |                                    |       |                      |                             |
| 22 januari 1956 | De Volewijckers                    | 2 – 1 | Emma                 | Stadion: Mosveld, Amsterdam |
| 22 januari 1956 | Wout Advocaat 25' Joop van de Mast |       | 6' Bertus Buijtenhek | Stadion: Mosveld, Amsterdam |
| 22 januari 1956 |                                    |       |                      | Stadion: Mosveld, Amsterdam |
| 22 januari 1956 |                                    |       |                      | Stadion: Mosveld, Amsterdam |
|                 |                                    |       |                      |                             |

|                 |               |       |                                |                                    |
| 22 januari 1956 | MVV           | 1 – 2 | SC Enschede                    | Stadion: De Boschpoort, Maastricht |
| 22 januari 1956 | J. Willems 9' |       | 70' Gerrit Voges 89' Henk Oonk | Stadion: De Boschpoort, Maastricht |
| 22 januari 1956 |               |       |                                | Stadion: De Boschpoort, Maastricht |
| 22 januari 1956 |               |       |                                | Stadion: De Boschpoort, Maastricht |
|                 |               |       |                                |                                    |

|                 |                                     |       |                 |                                        |
| 22 januari 1956 | Elinkwijk                           | 2 – 1 | SVV             | Stadion: Amsterdamsestraatweg, Utrecht |
| 22 januari 1956 | Eef Westers 12' Jan van Capelle 69' |       | 50' Kees Maltha | Stadion: Amsterdamsestraatweg, Utrecht |
| 22 januari 1956 |                                     |       |                 | Stadion: Amsterdamsestraatweg, Utrecht |
| 22 januari 1956 |                                     |       |                 | Stadion: Amsterdamsestraatweg, Utrecht |
|                 |                                     |       |                 |                                        |

|                 |                 |       |                          |                                |
| 22 januari 1956 | GVAV            | 1 – 3 | EDO                      | Stadion: Oosterpark, Groningen |
| 22 januari 1956 | Piet de Koe 16' |       | 24', 35', 67' Piet Prins | Stadion: Oosterpark, Groningen |
| 22 januari 1956 |                 |       |                          | Stadion: Oosterpark, Groningen |
| 22 januari 1956 |                 |       |                          | Stadion: Oosterpark, Groningen |
|                 |                 |       |                          |                                |

|                 |                  |       |                                         |                              |
| 22 januari 1956 | Rapid JC         | 1 – 3 | D.F.C.                                  | Stadion: Kaalheide, Kerkrade |
| 22 januari 1956 | Huub Janssen 33' |       | 34' Freek Bellaard 40', 75' Piet van Es | Stadion: Kaalheide, Kerkrade |
| 22 januari 1956 |                  |       |                                         | Stadion: Kaalheide, Kerkrade |
| 22 januari 1956 |                  |       |                                         | Stadion: Kaalheide, Kerkrade |
|                 |                  |       |                                         |                              |

|                 |                                     |       |                                                             |                                     |
| 22 januari 1956 | Sittardia                           | 2 – 4 | Feijenoord                                                  | Stadion: Sittardia-terrein, Sittard |
| 22 januari 1956 | Antoine Gardier 43' Harie Ehlen 75' |       | 25' Daan den Bleijker 37', 39' Aad Bak 46' Cor van der Gijp | Stadion: Sittardia-terrein, Sittard |
| 22 januari 1956 |                                     |       |                                                             | Stadion: Sittardia-terrein, Sittard |
| 22 januari 1956 |                                     |       |                                                             | Stadion: Sittardia-terrein, Sittard |
|                 |                                     |       |                                                             |                                     |

|                 |                                                     |       |               |                                     |
| 22 januari 1956 | PSV                                                 | 3 – 0 | De Graafschap | Stadion: Philips Stadion, Eindhoven |
| 22 januari 1956 | Piet Fransen 8' Toon Brusselers 28' Theo Buenen 87' |       |               | Stadion: Philips Stadion, Eindhoven |
| 22 januari 1956 |                                                     |       |               | Stadion: Philips Stadion, Eindhoven |
| 22 januari 1956 |                                                     |       |               | Stadion: Philips Stadion, Eindhoven |
|                 |                                                     |       |               |                                     |

|                 |                  |       |             |                                 |
| 22 januari 1956 | SHS              | 1 – 0 | Alkmaar '54 | Stadion: Houtrust, Scheveningen |
| 22 januari 1956 | Jan van Geen 40' |       |             | Stadion: Houtrust, Scheveningen |
| 22 januari 1956 |                  |       |             | Stadion: Houtrust, Scheveningen |
| 22 januari 1956 |                  |       |             | Stadion: Houtrust, Scheveningen |
|                 |                  |       |             |                                 |

|               |                  |       |                                      |                                      |
| 11 maart 1956 | BVV              | 1 – 2 | Willem II                            | Stadion: De Vliert, 's-Hertogenbosch |
| 11 maart 1956 | Wim Heijmans 20' |       | 37' Piet de Jong 83' Jan van Roessel | Stadion: De Vliert, 's-Hertogenbosch |
| 11 maart 1956 |                  |       |                                      | Stadion: De Vliert, 's-Hertogenbosch |
| 11 maart 1956 |                  |       |                                      | Stadion: De Vliert, 's-Hertogenbosch |
|               |                  |       |                                      |                                      |

## Speelronde 20
|                 |                                                                 |       |      |                                     |
| 29 januari 1956 | SVV                                                             | 4 – 0 | Emma | Stadion: Frankelandsedijk, Schiedam |
| 29 januari 1956 | Henk Könemann 5' Gerrit van Pelt 14', 75' Jan van Schijndel 44' |       |      | Stadion: Frankelandsedijk, Schiedam |
| 29 januari 1956 |                                                                 |       |      | Stadion: Frankelandsedijk, Schiedam |
| 29 januari 1956 |                                                                 |       |      | Stadion: Frankelandsedijk, Schiedam |
|                 |                                                                 |       |      |                                     |

|                 |                                 |       |                                 |                             |
| 29 januari 1956 | SC Enschede                     | 2 – 2 | SHS                             | Stadion: Heekpark, Enschede |
| 29 januari 1956 | Abe Lenstra 11' Hennie Oonk 14' |       | 69' Piet Dekker 56' Cock Clavan | Stadion: Heekpark, Enschede |
| 29 januari 1956 |                                 |       |                                 | Stadion: Heekpark, Enschede |
| 29 januari 1956 |                                 |       |                                 | Stadion: Heekpark, Enschede |
|                 |                                 |       |                                 |                             |

|                 |                                                           |       |      |                                        |
| 29 januari 1956 | Elinkwijk                                                 | 4 – 0 | GVAV | Stadion: Amsterdamsestraatweg, Utrecht |
| 29 januari 1956 | Wim de Jongh 21', 58' Bertus van Beek 43' Jan Huntink 67' |       |      | Stadion: Amsterdamsestraatweg, Utrecht |
| 29 januari 1956 |                                                           |       |      | Stadion: Amsterdamsestraatweg, Utrecht |
| 29 januari 1956 |                                                           |       |      | Stadion: Amsterdamsestraatweg, Utrecht |
|                 |                                                           |       |      |                                        |

|                 |                   |       |                    |                                    |
| 29 januari 1956 | EDO               | 1 – 1 | Rapid JC           | Stadion: Noordersportpark, Haarlem |
| 29 januari 1956 | Leen Plaizier 58' |       | 70' Noud van Melis | Stadion: Noordersportpark, Haarlem |
| 29 januari 1956 |                   |       |                    | Stadion: Noordersportpark, Haarlem |
| 29 januari 1956 |                   |       |                    | Stadion: Noordersportpark, Haarlem |
|                 |                   |       |                    |                                    |

|                 |        |       |           |                                |
| 29 januari 1956 | D.F.C. | 0 – 0 | Sittardia | Stadion: Krommedijk, Dordrecht |
| 29 januari 1956 |        |       |           | Stadion: Krommedijk, Dordrecht |
| 29 januari 1956 |        |       |           | Stadion: Krommedijk, Dordrecht |
| 29 januari 1956 |        |       |           | Stadion: Krommedijk, Dordrecht |
|                 |        |       |           |                                |

|                 |                                            |       |                                                           |                                        |
| 29 januari 1956 | Feijenoord                                 | 2 – 4 | PSV                                                       | Stadion: Stadion Feijenoord, Rotterdam |
| 29 januari 1956 | Daan den Bleijker 52' Cor van der Gijp 90' |       | 25' Piet Fransen 32', 44' Toon Brusselers 51' Coen Dillen | Stadion: Stadion Feijenoord, Rotterdam |
| 29 januari 1956 |                                            |       |                                                           | Stadion: Stadion Feijenoord, Rotterdam |
| 29 januari 1956 |                                            |       |                                                           | Stadion: Stadion Feijenoord, Rotterdam |
|                 |                                            |       |                                                           |                                        |

|                 |                       |       |                                         |                                    |
| 29 januari 1956 | De Graafschap         | 1 – 3 | MVV                                     | Stadion: De Vijverberg, Doetinchem |
| 29 januari 1956 | Gerard Selderhuis 59' |       | 49', 62' Ton Couwenbergh 86' J. Willems | Stadion: De Vijverberg, Doetinchem |
| 29 januari 1956 |                       |       |                                         | Stadion: De Vijverberg, Doetinchem |
| 29 januari 1956 |                       |       |                                         | Stadion: De Vijverberg, Doetinchem |
|                 |                       |       |                                         |                                    |

|                 |             |                                            |     |                                          |
| 29 januari 1956 | Alkmaar '54 | 0 – 2                                      | BVV | Stadion: Gemeentelijk Sportpark, Alkmaar |
| 29 januari 1956 |             | 40' Wim Heijmans 75' Marius van den Dungen |     | Stadion: Gemeentelijk Sportpark, Alkmaar |
| 29 januari 1956 |             |                                            |     | Stadion: Gemeentelijk Sportpark, Alkmaar |
| 29 januari 1956 |             |                                            |     | Stadion: Gemeentelijk Sportpark, Alkmaar |
|                 |             |                                            |     |                                          |

|                 |                                           |       |                 |                                          |
| 29 januari 1956 | Willem II                                 | 3 – 0 | De Volewijckers | Stadion: Gemeentelijk Sportpark, Tilburg |
| 29 januari 1956 | Jan van Roessel 16', 26' Leo Snijders 73' |       |                 | Stadion: Gemeentelijk Sportpark, Tilburg |
| 29 januari 1956 |                                           |       |                 | Stadion: Gemeentelijk Sportpark, Tilburg |
| 29 januari 1956 |                                           |       |                 | Stadion: Gemeentelijk Sportpark, Tilburg |
|                 |                                           |       |                 |                                          |

## Speelronde 21
|                 |                 |       |                           |                            |
| 4 februari 1956 | Emma            | 1 – 1 | Willem II                 | Stadion: Reeweg, Dordrecht |
| 4 februari 1956 | Leo Veldhuis 8' |       | 87' (pen) Jan van Roessel | Stadion: Reeweg, Dordrecht |
| 4 februari 1956 |                 |       |                           | Stadion: Reeweg, Dordrecht |
| 4 februari 1956 |                 |       |                           | Stadion: Reeweg, Dordrecht |
|                 |                 |       |                           |                            |

|                 |                     |       |                                                                    |                                 |
| 5 februari 1956 | SHS                 | 1 – 3 | De Graafschap                                                      | Stadion: Houtrust, Scheveningen |
| 5 februari 1956 | Johnny van der Zwan |       | 62' Gerrit Kluin 69' (e.d.) Herman van den Engel 75' Pauke Meijers | Stadion: Houtrust, Scheveningen |
| 5 februari 1956 |                     |       |                                                                    | Stadion: Houtrust, Scheveningen |
| 5 februari 1956 |                     |       |                                                                    | Stadion: Houtrust, Scheveningen |
|                 |                     |       |                                                                    |                                 |

|              |     |                                 |             |                                      |
| 4 maart 1956 | BVV | 0 – 2                           | SC Enschede | Stadion: De Vliert, 's-Hertogenbosch |
| 4 maart 1956 |     | 67' Abe Lenstra 78' Hennie Oonk |             | Stadion: De Vliert, 's-Hertogenbosch |
| 4 maart 1956 |     |                                 |             | Stadion: De Vliert, 's-Hertogenbosch |
| 4 maart 1956 |     |                                 |             | Stadion: De Vliert, 's-Hertogenbosch |
|              |     |                                 |             |                                      |

|              |                      |       |     |                                |
| 4 maart 1956 | GVAV                 | 1 – 0 | SVV | Stadion: Oosterpark, Groningen |
| 4 maart 1956 | Johnny de Grooth 87' |       |     | Stadion: Oosterpark, Groningen |
| 4 maart 1956 |                      |       |     | Stadion: Oosterpark, Groningen |
| 4 maart 1956 |                      |       |     | Stadion: Oosterpark, Groningen |
|              |                      |       |     |                                |

|               |                                  |       |                           |                              |
| 11 maart 1956 | Rapid JC                         | 2 – 1 | Elinkwijk                 | Stadion: Kaalheide, Kerkrade |
| 11 maart 1956 | Huub Janssen 36' Johan Adang 75' |       | 80' (pen.) Evert-Jan Vonk | Stadion: Kaalheide, Kerkrade |
| 11 maart 1956 |                                  |       |                           | Stadion: Kaalheide, Kerkrade |
| 11 maart 1956 |                                  |       |                           | Stadion: Kaalheide, Kerkrade |
|               |                                  |       |                           |                              |

|               |                                                                |       |                         |                                     |
| 11 maart 1956 | Sittardia                                                      | 3 – 1 | EDO                     | Stadion: Sittardia-terrein, Sittard |
| 11 maart 1956 | Math Schmeitz 16' Gerard (Sjeer) Gruisen 64' Frans Ververs 86' |       | 47' Henk van Roodselaar | Stadion: Sittardia-terrein, Sittard |
| 11 maart 1956 |                                                                |       |                         | Stadion: Sittardia-terrein, Sittard |
| 11 maart 1956 |                                                                |       |                         | Stadion: Sittardia-terrein, Sittard |
|               |                                                                |       |                         |                                     |

|               |                                 |       |               |                             |
| 11 maart 1956 | De Volewijckers                 | 2 – 1 | Alkmaar '54   | Stadion: Mosveld, Amsterdam |
| 11 maart 1956 | Wout Advocaat 6' Chris Smit 71' |       | 84' Piet Buis | Stadion: Mosveld, Amsterdam |
| 11 maart 1956 |                                 |       |               | Stadion: Mosveld, Amsterdam |
| 11 maart 1956 |                                 |       |               | Stadion: Mosveld, Amsterdam |
|               |                                 |       |               |                             |

|            |                                                                     |       |                                |                                     |
| 6 mei 1956 | PSV                                                                 | 6 – 2 | D.F.C.                         | Stadion: Philips Stadion, Eindhoven |
| 6 mei 1956 | Toon Brusselers 31', 71', 74' Piet Fransen 31' Coen Dillen 52', 65' |       | 6' Piet van Es 90' Bas Joossen | Stadion: Philips Stadion, Eindhoven |
| 6 mei 1956 |                                                                     |       |                                | Stadion: Philips Stadion, Eindhoven |
| 6 mei 1956 |                                                                     |       |                                | Stadion: Philips Stadion, Eindhoven |
|            |                                                                     |       |                                |                                     |

|            |                                     |       |                   |                                    |
| 6 mei 1956 | MVV                                 | 2 – 1 | Feijenoord        | Stadion: De Boschpoort, Maastricht |
| 6 mei 1956 | Jeu van Bun 23' Ton Couwenbergh 35' |       | 48' Henk Schouten | Stadion: De Boschpoort, Maastricht |
| 6 mei 1956 |                                     |       |                   | Stadion: De Boschpoort, Maastricht |
| 6 mei 1956 |                                     |       |                   | Stadion: De Boschpoort, Maastricht |
|            |                                     |       |                   |                                    |

## Speelronde 22
|               |                                 |       |                |                                |
| 11 maart 1956 | D.F.C.                          | 2 – 1 | MVV            | Stadion: Krommedijk, Dordrecht |
| 11 maart 1956 | Koos Schaap 16' Piet van Es 54' |       | 6' Jef Dresens | Stadion: Krommedijk, Dordrecht |
| 11 maart 1956 |                                 |       |                | Stadion: Krommedijk, Dordrecht |
| 11 maart 1956 |                                 |       |                | Stadion: Krommedijk, Dordrecht |
|               |                                 |       |                |                                |

|               |     |                                     |           |                                     |
| 18 maart 1956 | SVV | 0 – 2                               | Willem II | Stadion: Frankelandsedijk, Schiedam |
| 18 maart 1956 |     | 30' Piet de Jong 48' Jan Brooijmans |           | Stadion: Frankelandsedijk, Schiedam |
| 18 maart 1956 |     |                                     |           | Stadion: Frankelandsedijk, Schiedam |
| 18 maart 1956 |     |                                     |           | Stadion: Frankelandsedijk, Schiedam |
|               |     |                                     |           |                                     |

|               |                |       |                 |                             |
| 18 maart 1956 | SC Enschede    | 1 – 1 | De Volewijckers | Stadion: Heekpark, Enschede |
| 18 maart 1956 | Abe Lenstra 7' |       | 78' Chris Smit  | Stadion: Heekpark, Enschede |
| 18 maart 1956 |                |       |                 | Stadion: Heekpark, Enschede |
| 18 maart 1956 |                |       |                 | Stadion: Heekpark, Enschede |
|               |                |       |                 |                             |

|               |      |                                            |          |                                |
| 18 maart 1956 | GVAV | 0 – 3                                      | Rapid JC | Stadion: Oosterpark, Groningen |
| 18 maart 1956 |      | 8', 85' Hubert Hanneman 25' Noud van Melis |          | Stadion: Oosterpark, Groningen |
| 18 maart 1956 |      |                                            |          | Stadion: Oosterpark, Groningen |
| 18 maart 1956 |      |                                            |          | Stadion: Oosterpark, Groningen |
|               |      |                                            |          |                                |

|               |                                         |       |           |                                        |
| 18 maart 1956 | Elinkwijk                               | 3 – 0 | Sittardia | Stadion: Amsterdamsestraatweg, Utrecht |
| 18 maart 1956 | Jan Huntink 30', 70' Evert-Jan Vonk 81' |       |           | Stadion: Amsterdamsestraatweg, Utrecht |
| 18 maart 1956 |                                         |       |           | Stadion: Amsterdamsestraatweg, Utrecht |
| 18 maart 1956 |                                         |       |           | Stadion: Amsterdamsestraatweg, Utrecht |
|               |                                         |       |           |                                        |

|               |                    |       |                                       |                                    |
| 18 maart 1956 | EDO                | 1 – 3 | PSV                                   | Stadion: Noordersportpark, Haarlem |
| 18 maart 1956 | Manus Snijders 65' |       | 20', 44' Theo Buenen 83' Piet Fransen | Stadion: Noordersportpark, Haarlem |
| 18 maart 1956 |                    |       |                                       | Stadion: Noordersportpark, Haarlem |
| 18 maart 1956 |                    |       |                                       | Stadion: Noordersportpark, Haarlem |
|               |                    |       |                                       |                                    |

|               |                                                                        |       |                  |                                        |
| 18 maart 1956 | Feijenoord                                                             | 6 – 1 | SHS              | Stadion: Stadion Feijenoord, Rotterdam |
| 18 maart 1956 | Wim de Kreek 28' Cor van der Gijp 33', 87', 88' Henk Schouten 65', 80' |       | 81' Jan van Geen | Stadion: Stadion Feijenoord, Rotterdam |
| 18 maart 1956 |                                                                        |       |                  | Stadion: Stadion Feijenoord, Rotterdam |
| 18 maart 1956 |                                                                        |       |                  | Stadion: Stadion Feijenoord, Rotterdam |
|               |                                                                        |       |                  |                                        |

|               |                   |       |                                                |                                    |
| 18 maart 1956 | De Graafschap     | 1 – 3 | BVV                                            | Stadion: De Vijverberg, Doetinchem |
| 18 maart 1956 | Pauke Meijers 84' |       | 20' Piet van Overbeek 24', 75' Max van Beurden | Stadion: De Vijverberg, Doetinchem |
| 18 maart 1956 |                   |       |                                                | Stadion: De Vijverberg, Doetinchem |
| 18 maart 1956 |                   |       |                                                | Stadion: De Vijverberg, Doetinchem |
|               |                   |       |                                                |                                    |

|               |                       |       |      |                                          |
| 18 maart 1956 | Alkmaar '54           | 2 – 0 | Emma | Stadion: Gemeentelijk Sportpark, Alkmaar |
| 18 maart 1956 | Piet Buis Jan Los 60' |       |      | Stadion: Gemeentelijk Sportpark, Alkmaar |
| 18 maart 1956 |                       |       |      | Stadion: Gemeentelijk Sportpark, Alkmaar |
| 18 maart 1956 |                       |       |      | Stadion: Gemeentelijk Sportpark, Alkmaar |
|               |                       |       |      |                                          |

## Speelronde 23
|               |                                          |       |                        |                                          |
| 25 maart 1956 | Willem II                                | 2 – 1 | Alkmaar '54            | Stadion: Gemeentelijk Sportpark, Tilburg |
| 25 maart 1956 | Sjel de Bruyckere 4' Jan van Roessel 41' |       | 65' Henk van der Sluis | Stadion: Gemeentelijk Sportpark, Tilburg |
| 25 maart 1956 |                                          |       |                        | Stadion: Gemeentelijk Sportpark, Tilburg |
| 25 maart 1956 |                                          |       |                        | Stadion: Gemeentelijk Sportpark, Tilburg |
|               |                                          |       |                        |                                          |

|               |                              |       |                                  |                            |
| 25 maart 1956 | Emma                         | 1 – 2 | SC Enschede                      | Stadion: Reeweg, Dordrecht |
| 25 maart 1956 | Janus van der Gijp (pen) 65' |       | 53' Hans Fransen 55' Hennie Oonk | Stadion: Reeweg, Dordrecht |
| 25 maart 1956 |                              |       |                                  | Stadion: Reeweg, Dordrecht |
| 25 maart 1956 |                              |       |                                  | Stadion: Reeweg, Dordrecht |
|               |                              |       |                                  |                            |

|               |                                           |       |                                       |                              |
| 25 maart 1956 | Rapid JC                                  | 2 – 2 | SVV                                   | Stadion: Kaalheide, Kerkrade |
| 25 maart 1956 | Wiel Coerver (pen) 40' Noud van Melis 88' |       | 30' Gerrit van Pelt 55' Henk Könemann | Stadion: Kaalheide, Kerkrade |
| 25 maart 1956 |                                           |       |                                       | Stadion: Kaalheide, Kerkrade |
| 25 maart 1956 |                                           |       |                                       | Stadion: Kaalheide, Kerkrade |
|               |                                           |       |                                       |                              |

|               |                                        |       |                                          |                                     |
| 25 maart 1956 | Sittardia                              | 3 – 2 | GVAV                                     | Stadion: Sittardia-terrein, Sittard |
| 25 maart 1956 | Jan van den Heuvel 20', (pen) 24', 88' |       | 26' Henk Meuken 73' (e.d.) Gerard Rumpen | Stadion: Sittardia-terrein, Sittard |
| 25 maart 1956 |                                        |       |                                          | Stadion: Sittardia-terrein, Sittard |
| 25 maart 1956 |                                        |       |                                          | Stadion: Sittardia-terrein, Sittard |
|               |                                        |       |                                          |                                     |

|               |                                                             |       |                           |                                     |
| 25 maart 1956 | PSV                                                         | 4 – 1 | Elinkwijk                 | Stadion: Philips Stadion, Eindhoven |
| 25 maart 1956 | Theo Buenen 58' Coen Dillen 63', (pen) 88' Piet Fransen 65' |       | 80' (pen.) Evert-Jan Vonk | Stadion: Philips Stadion, Eindhoven |
| 25 maart 1956 |                                                             |       |                           | Stadion: Philips Stadion, Eindhoven |
| 25 maart 1956 |                                                             |       |                           | Stadion: Philips Stadion, Eindhoven |
|               |                                                             |       |                           |                                     |

|               |                                       |       |                |                                    |
| 25 maart 1956 | MVV                                   | 2 – 1 | EDO            | Stadion: De Boschpoort, Maastricht |
| 25 maart 1956 | Albert Ummels 28' Fons van Wissen 68' |       | 44' Piet Prins | Stadion: De Boschpoort, Maastricht |
| 25 maart 1956 |                                       |       |                | Stadion: De Boschpoort, Maastricht |
| 25 maart 1956 |                                       |       |                | Stadion: De Boschpoort, Maastricht |
|               |                                       |       |                |                                    |

|               |     |                 |        |                                 |
| 25 maart 1956 | SHS | 0 – 1           | D.F.C. | Stadion: Houtrust, Scheveningen |
| 25 maart 1956 |     | 30' Koos Schaap |        | Stadion: Houtrust, Scheveningen |
| 25 maart 1956 |     |                 |        | Stadion: Houtrust, Scheveningen |
| 25 maart 1956 |     |                 |        | Stadion: Houtrust, Scheveningen |
|               |     |                 |        |                                 |

|               |     |       |            |                                      |
| 25 maart 1956 | BVV | 0 – 0 | Feijenoord | Stadion: De Vliert, 's-Hertogenbosch |
| 25 maart 1956 |     |       |            | Stadion: De Vliert, 's-Hertogenbosch |
| 25 maart 1956 |     |       |            | Stadion: De Vliert, 's-Hertogenbosch |
| 25 maart 1956 |     |       |            | Stadion: De Vliert, 's-Hertogenbosch |
|               |     |       |            |                                      |

|               |                                                    |       |                                       |                             |
| 25 maart 1956 | De Volewijckers                                    | 3 – 3 | De Graafschap                         | Stadion: Mosveld, Amsterdam |
| 25 maart 1956 | Dick Schenkel 5', 35' Simon van der Oord (pen) 16' |       | 43' Gerrit Kluin 55', -' Anton Beumer | Stadion: Mosveld, Amsterdam |
| 25 maart 1956 |                                                    |       |                                       | Stadion: Mosveld, Amsterdam |
| 25 maart 1956 |                                                    |       |                                       | Stadion: Mosveld, Amsterdam |
|               |                                                    |       |                                       |                             |

## Speelronde 24
|              |     |                      |             |                                     |
| 2 april 1956 | SVV | 0 – 1                | Alkmaar '54 | Stadion: Frankelandsedijk, Schiedam |
| 2 april 1956 |     | 22' Klaas (Kip) Smit |             | Stadion: Frankelandsedijk, Schiedam |
| 2 april 1956 |     |                      |             | Stadion: Frankelandsedijk, Schiedam |
| 2 april 1956 |     |                      |             | Stadion: Frankelandsedijk, Schiedam |
|              |     |                      |             |                                     |

|              |                                        |       |                     |                             |
| 2 april 1956 | SC Enschede                            | 2 – 1 | Willem II           | Stadion: Heekpark, Enschede |
| 2 april 1956 | Arnold Bosch 18' Arend van der Wel 43' |       | 10' Jan van Roessel | Stadion: Heekpark, Enschede |
| 2 april 1956 |                                        |       |                     | Stadion: Heekpark, Enschede |
| 2 april 1956 |                                        |       |                     | Stadion: Heekpark, Enschede |
|              |                                        |       |                     |                             |

|              |                                                                         |       |                           |                              |
| 2 april 1956 | Rapid JC                                                                | 4 – 2 | Sittardia                 | Stadion: Kaalheide, Kerkrade |
| 2 april 1956 | Hub Lenz 53' Hubert Knops (e.d.) 67' Johan Adang 73' Noud van Melis 76' |       | 2', 9' Jan van den Heuvel | Stadion: Kaalheide, Kerkrade |
| 2 april 1956 |                                                                         |       |                           | Stadion: Kaalheide, Kerkrade |
| 2 april 1956 |                                                                         |       |                           | Stadion: Kaalheide, Kerkrade |
|              |                                                                         |       |                           |                              |

|              |                                          |       |                                                       |                                |
| 2 april 1956 | GVAV                                     | 2 – 3 | PSV                                                   | Stadion: Oosterpark, Groningen |
| 2 april 1956 | Jaap van Oosten 38' Rikkert La Crois 65' |       | 8' Coen Dillen 60' Theo Buenen 62' (pen) Ad van Tuijl | Stadion: Oosterpark, Groningen |
| 2 april 1956 |                                          |       |                                                       | Stadion: Oosterpark, Groningen |
| 2 april 1956 |                                          |       |                                                       | Stadion: Oosterpark, Groningen |
|              |                                          |       |                                                       |                                |

|              |                                     |       |     |                                        |
| 2 april 1956 | Elinkwijk                           | 2 – 0 | MVV | Stadion: Amsterdamsestraatweg, Utrecht |
| 2 april 1956 | Evert-Jan Vonk 22' Wim de Jongh 44' |       |     | Stadion: Amsterdamsestraatweg, Utrecht |
| 2 april 1956 |                                     |       |     | Stadion: Amsterdamsestraatweg, Utrecht |
| 2 april 1956 |                                     |       |     | Stadion: Amsterdamsestraatweg, Utrecht |
|              |                                     |       |     |                                        |

|              |                         |       |     |                                    |
| 2 april 1956 | EDO                     | 1 – 0 | SHS | Stadion: Noordersportpark, Haarlem |
| 2 april 1956 | Leen Plaizier (pen) 25' |       |     | Stadion: Noordersportpark, Haarlem |
| 2 april 1956 |                         |       |     | Stadion: Noordersportpark, Haarlem |
| 2 april 1956 |                         |       |     | Stadion: Noordersportpark, Haarlem |
|              |                         |       |     |                                    |

|              |                                            |       |                     |                                |
| 2 april 1956 | D.F.C.                                     | 2 – 1 | BVV                 | Stadion: Krommedijk, Dordrecht |
| 2 april 1956 | Jan Advocaat 27' (pen.) Freek Bellaard 86' |       | 35' Mari van Bergen | Stadion: Krommedijk, Dordrecht |
| 2 april 1956 |                                            |       |                     | Stadion: Krommedijk, Dordrecht |
| 2 april 1956 |                                            |       |                     | Stadion: Krommedijk, Dordrecht |
|              |                                            |       |                     |                                |

|              |                                                                                    |        |                                          |                                        |
| 2 april 1956 | Feijenoord                                                                         | 11 – 4 | De Volewijckers                          | Stadion: Stadion Feijenoord, Rotterdam |
| 2 april 1956 | Henk Schouten –', –', –', –', –', 33', –', –', –' Tinus Bosselaar Riny van Woerden |        | Sjaak de Vries –', 40', –' Dick Schenkel | Stadion: Stadion Feijenoord, Rotterdam |
| 2 april 1956 |                                                                                    |        |                                          | Stadion: Stadion Feijenoord, Rotterdam |
| 2 april 1956 |                                                                                    |        |                                          | Stadion: Stadion Feijenoord, Rotterdam |
|              |                                                                                    |        |                                          |                                        |

|              |                   |       |      |                                    |
| 8 april 1956 | De Graafschap     | 1 – 0 | Emma | Stadion: De Vijverberg, Doetinchem |
| 8 april 1956 | Gerrit Bosveld 1' |       |      | Stadion: De Vijverberg, Doetinchem |
| 8 april 1956 |                   |       |      | Stadion: De Vijverberg, Doetinchem |
| 8 april 1956 |                   |       |      | Stadion: De Vijverberg, Doetinchem |
|              |                   |       |      |                                    |

## Speelronde 25
|               |                                | |                                                     |                                 |
| 15 april 1956 | SHS                            | 2 – 3 | Elinkwijk                                           | Stadion: Houtrust, Scheveningen |
| 15 april 1956 | Wim Zwarts 48' Cock Clavan 63' | - De op 15 april 1956 gespeelde wedstrijd SHS–Elinkwijk is in de 79e minuut bij de stand 2–3 gestaakt wegens natrappen door SHS-speler Jan van Geen. Toen hij uit het veld werd gezonden, weigerde SHS verder te spelen. De resterende 11 minuten zijn doelpuntloos uitgespeeld op 30 mei 1956 op het terrein van Elinkwijk. | 40' Wim de Jongh 64' Evert-Jan Vonk 67' Jan Huntink | Stadion: Houtrust, Scheveningen |
| 15 april 1956 |                                | |                                                     | Stadion: Houtrust, Scheveningen |
| 15 april 1956 |                                | |                                                     | Stadion: Houtrust, Scheveningen |
|               |                                | |                                                     |                                 |

|               |                                           |       |                          |                                      |
| 15 april 1956 | BVV                                       | 2 – 1 | EDO                      | Stadion: De Vliert, 's-Hertogenbosch |
| 15 april 1956 | Marius van den Dungen Max van Beurden 40' |       | 75' (pen.) Leen Plaizier | Stadion: De Vliert, 's-Hertogenbosch |
| 15 april 1956 |                                           |       |                          | Stadion: De Vliert, 's-Hertogenbosch |
| 15 april 1956 |                                           |       |                          | Stadion: De Vliert, 's-Hertogenbosch |
|               |                                           |       |                          |                                      |

|               |                                            |       |                          |                             |
| 15 april 1956 | De Volewijckers                            | 3 – 2 | D.F.C.                   | Stadion: Mosveld, Amsterdam |
| 15 april 1956 | Dirk van Alphen 70', 90' Wout Advocaat 87' |       | Wim de Groot Piet van Es | Stadion: Mosveld, Amsterdam |
| 15 april 1956 |                                            |       |                          | Stadion: Mosveld, Amsterdam |
| 15 april 1956 |                                            |       |                          | Stadion: Mosveld, Amsterdam |
|               |                                            |       |                          |                             |

|               |      |                                                                           |            |                            |
| 15 april 1956 | Emma | 0 – 6                                                                     | Feijenoord | Stadion: Reeweg, Dordrecht |
| 15 april 1956 |      | 15', 58' Henk Schouten 30', 57' Coen Moulijn 80' Cor van der Gijp Aad Bak |            | Stadion: Reeweg, Dordrecht |
| 15 april 1956 |      |                                                                           |            | Stadion: Reeweg, Dordrecht |
| 15 april 1956 |      |                                                                           |            | Stadion: Reeweg, Dordrecht |
|               |      |                                                                           |            |                            |

|               |                   |       |                  |                                          |
| 15 april 1956 | Willem II         | 1 – 1 | De Graafschap    | Stadion: Gemeentelijk Sportpark, Tilburg |
| 15 april 1956 | Jan Brooijmans 6' |       | 81' Anton Beumer | Stadion: Gemeentelijk Sportpark, Tilburg |
| 15 april 1956 |                   |       |                  | Stadion: Gemeentelijk Sportpark, Tilburg |
| 15 april 1956 |                   |       |                  | Stadion: Gemeentelijk Sportpark, Tilburg |
|               |                   |       |                  |                                          |

|               |             |                 |                    |                                          |
| 15 april 1956 | Alkmaar '54 | 0 – 1           | Sportclub Enschede | Stadion: Gemeentelijk Sportpark, Alkmaar |
| 15 april 1956 |             | 83' Hennie Oonk |                    | Stadion: Gemeentelijk Sportpark, Alkmaar |
| 15 april 1956 |             |                 |                    | Stadion: Gemeentelijk Sportpark, Alkmaar |
| 15 april 1956 |             |                 |                    | Stadion: Gemeentelijk Sportpark, Alkmaar |
|               |             |                 |                    |                                          |

|               |                                                                                            |       |                                                     |                                     |
| 15 april 1956 | Sittardia                                                                                  | 4 – 3 | SVV                                                 | Stadion: Sittardia-terrein, Sittard |
| 15 april 1956 | Gerard (Sjeer) Gruisen 15' Gerard Rumpen (pen) 59' Herman Wink 77' (e.d.) Willy Erkens 82' |       | 8' Henk Köneman 21' N. Bisschop 23' Gerrit van Pelt | Stadion: Sittardia-terrein, Sittard |
| 15 april 1956 |                                                                                            |       |                                                     | Stadion: Sittardia-terrein, Sittard |
| 15 april 1956 |                                                                                            |       |                                                     | Stadion: Sittardia-terrein, Sittard |
|               |                                                                                            |       |                                                     |                                     |

|               |                                                                            |       |                     |                                     |
| 15 april 1956 | PSV                                                                        | 4 – 1 | Rapid JC            | Stadion: Philips Stadion, Eindhoven |
| 15 april 1956 | Piet Fransen 18' Theo Buenen 62' Milan Nikolić 80' Ad van Tuijl 90' (pen.) |       | 15' Hubert Hanneman | Stadion: Philips Stadion, Eindhoven |
| 15 april 1956 |                                                                            |       |                     | Stadion: Philips Stadion, Eindhoven |
| 15 april 1956 |                                                                            |       |                     | Stadion: Philips Stadion, Eindhoven |
|               |                                                                            |       |                     |                                     |

|               |                   |       |                 |                                    |
| 15 april 1956 | MVV               | 1 – 1 | GVAV            | Stadion: De Boschpoort, Maastricht |
| 15 april 1956 | Albert Ummels 33' |       | 90' Henk Meuken | Stadion: De Boschpoort, Maastricht |
| 15 april 1956 |                   |       |                 | Stadion: De Boschpoort, Maastricht |
| 15 april 1956 |                   |       |                 | Stadion: De Boschpoort, Maastricht |
|               |                   |       |                 |                                    |

## Speelronde 26
|               |               |                      |             |                                                        |
| 22 april 1956 | De Graafschap | 0 – 1                | Alkmaar '54 | Stadion: De Vijverberg, Doetinchem Toeschouwers: 7.500 |
| 22 april 1956 |               | 75' Klaas (Kip) Smit |             | Stadion: De Vijverberg, Doetinchem Toeschouwers: 7.500 |
| 22 april 1956 |               |                      |             | Stadion: De Vijverberg, Doetinchem Toeschouwers: 7.500 |
| 22 april 1956 |               |                      |             | Stadion: De Vijverberg, Doetinchem Toeschouwers: 7.500 |
|               |               |                      |             |                                                        |

|               |                                         |       |                                                         |                                                         |
| 22 april 1956 | SVV                                     | 2 – 3 | SC Enschede                                             | Stadion: Frankelandsedijk, Schiedam Toeschouwers: 8.000 |
| 22 april 1956 | Henk Könemann 22' Gerrit van Pelt (pen) |       | 60' Joop Odenthal 66' Hennie Oonk 80' Arend van der Wel | Stadion: Frankelandsedijk, Schiedam Toeschouwers: 8.000 |
| 22 april 1956 |                                         |       |                                                         | Stadion: Frankelandsedijk, Schiedam Toeschouwers: 8.000 |
| 22 april 1956 |                                         |       |                                                         | Stadion: Frankelandsedijk, Schiedam Toeschouwers: 8.000 |
|               |                                         |       |                                                         |                                                         |

|               |                                      |       |                      |                                                         |
| 22 april 1956 | Sittardia                            | 2 – 2 | PSV                  | Stadion: Sittardia-terrein, Sittard Toeschouwers: 4.000 |
| 22 april 1956 | Willy Erkens 24' Antoine Gardier 79' |       | 61', 70' Coen Dillen | Stadion: Sittardia-terrein, Sittard Toeschouwers: 4.000 |
| 22 april 1956 |                                      |       |                      | Stadion: Sittardia-terrein, Sittard Toeschouwers: 4.000 |
| 22 april 1956 |                                      |       |                      | Stadion: Sittardia-terrein, Sittard Toeschouwers: 4.000 |
|               |                                      |       |                      |                                                         |

|               |                                       |       |                                         |                                                                           |
| 22 april 1956 | Rapid JC                              | 2 – 2 | MVV                                     | Stadion: Kaalheide, Kerkrade Toeschouwers: 8.000 Scheidsrechter: Schipper |
| 22 april 1956 | Hub Bisschops 23' Hein Schaffrath 55' |       | 60' Fons van Wissen 68' Ton Couwenbergh | Stadion: Kaalheide, Kerkrade Toeschouwers: 8.000 Scheidsrechter: Schipper |
| 22 april 1956 |                                       |       |                                         | Stadion: Kaalheide, Kerkrade Toeschouwers: 8.000 Scheidsrechter: Schipper |
| 22 april 1956 |                                       |       |                                         | Stadion: Kaalheide, Kerkrade Toeschouwers: 8.000 Scheidsrechter: Schipper |
|               |                                       |       |                                         |                                                                           |

|               |                                       |       |     |                                                    |
| 22 april 1956 | GVAV                                  | 3 – 0 | SHS | Stadion: Oosterpark, Groningen Toeschouwers: 9.000 |
| 22 april 1956 | Johnny de Grooth 10', 63' Alie Kruger |       |     | Stadion: Oosterpark, Groningen Toeschouwers: 9.000 |
| 22 april 1956 |                                       |       |     | Stadion: Oosterpark, Groningen Toeschouwers: 9.000 |
| 22 april 1956 |                                       |       |     | Stadion: Oosterpark, Groningen Toeschouwers: 9.000 |
|               |                                       |       |     |                                                    |

|               |              |       |                    |                                                             |
| 22 april 1956 | Elinkwijk    | 1 – 1 | BVV                | Stadion: Amsterdamsestraatweg, Utrecht Toeschouwers: 10.000 |
| 22 april 1956 | Wim de Jongh |       | 40' Tonnie de Vaan | Stadion: Amsterdamsestraatweg, Utrecht Toeschouwers: 10.000 |
| 22 april 1956 |              |       |                    | Stadion: Amsterdamsestraatweg, Utrecht Toeschouwers: 10.000 |
| 22 april 1956 |              |       |                    | Stadion: Amsterdamsestraatweg, Utrecht Toeschouwers: 10.000 |
|               |              |       |                    |                                                             |

|               |                        |       |                                           |                                                        |
| 22 april 1956 | EDO                    | 1 – 2 | De Volewijckers                           | Stadion: Noordersportpark, Haarlem Toeschouwers: 4.000 |
| 22 april 1956 | Henk van Roodselaar 3' |       | 67' Wout Advocaat 75' (pen) Dick Schenkel | Stadion: Noordersportpark, Haarlem Toeschouwers: 4.000 |
| 22 april 1956 |                        |       |                                           | Stadion: Noordersportpark, Haarlem Toeschouwers: 4.000 |
| 22 april 1956 |                        |       |                                           | Stadion: Noordersportpark, Haarlem Toeschouwers: 4.000 |
|               |                        |       |                                           |                                                        |

|               |                                               |       |                                                |                                                                             |
| 22 april 1956 | D.F.C.                                        | 2 – 2 | Emma                                           | Stadion: Krommedijk, Dordrecht Toeschouwers: 9.500 Scheidsrechter: Leo Horn |
| 22 april 1956 | Hans de Vos 28' Jan Advocaat (pen) na afloop' |       | 28' Leo Veldhuis 35' (pen.) Janus van der Gijp | Stadion: Krommedijk, Dordrecht Toeschouwers: 9.500 Scheidsrechter: Leo Horn |
| 22 april 1956 |                                               |       |                                                | Stadion: Krommedijk, Dordrecht Toeschouwers: 9.500 Scheidsrechter: Leo Horn |
| 22 april 1956 |                                               |       |                                                | Stadion: Krommedijk, Dordrecht Toeschouwers: 9.500 Scheidsrechter: Leo Horn |
|               |                                               |       |                                                |                                                                             |

|               |            |                   |           |                                                             |
| 22 april 1956 | Feijenoord | 0 – 1             | Willem II | Stadion: Stadion Feijenoord, Rotterdam Toeschouwers: 50.000 |
| 22 april 1956 |            | 57' Gerrit de Wit |           | Stadion: Stadion Feijenoord, Rotterdam Toeschouwers: 50.000 |
| 22 april 1956 |            |                   |           | Stadion: Stadion Feijenoord, Rotterdam Toeschouwers: 50.000 |
| 22 april 1956 |            |                   |           | Stadion: Stadion Feijenoord, Rotterdam Toeschouwers: 50.000 |
|               |            |                   |           |                                                             |

## Speelronde 27
|               |                                                             |       |               |                             |
| 25 april 1956 | SC Enschede                                                 | 4 – 0 | De Graafschap | Stadion: Heekpark, Enschede |
| 25 april 1956 | Arend van der Wel 34' Hennie Oonk 42', 76' Gerrit Voges 87' |       |               | Stadion: Heekpark, Enschede |
| 25 april 1956 |                                                             |       |               | Stadion: Heekpark, Enschede |
| 25 april 1956 |                                                             |       |               | Stadion: Heekpark, Enschede |
|               |                                                             |       |               |                             |

|               |                                          |       |                 |                                     |
| 25 april 1956 | PSV                                      | 3 – 1 | SVV             | Stadion: Philips Stadion, Eindhoven |
| 25 april 1956 | Toon Brusselers 16', 38' Theo Buenen 56' |       | 16' N. Bisschop | Stadion: Philips Stadion, Eindhoven |
| 25 april 1956 |                                          |       |                 | Stadion: Philips Stadion, Eindhoven |
| 25 april 1956 |                                          |       |                 | Stadion: Philips Stadion, Eindhoven |
|               |                                          |       |                 |                                     |

|               |                                      |       |                                                                       |                                    |
| 25 april 1956 | MVV                                  | 2 – 3 | Sittardia                                                             | Stadion: De Boschpoort, Maastricht |
| 25 april 1956 | Fons van Wissen 20' Chris Coenen 66' |       | 66' Gerard (Sjeer) Gruisen 80' Antoine Gardier 85' (e.d.) Jef Dresens | Stadion: De Boschpoort, Maastricht |
| 25 april 1956 |                                      |       |                                                                       | Stadion: De Boschpoort, Maastricht |
| 25 april 1956 |                                      |       |                                                                       | Stadion: De Boschpoort, Maastricht |
|               |                                      |       |                                                                       |                                    |

|               |                                   |       |                    |                                 |
| 25 april 1956 | SHS                               | 2 – 1 | Rapid JC           | Stadion: Houtrust, Scheveningen |
| 25 april 1956 | Piet Grootveld 80' Jan Everse 82' |       | 82' Noud van Melis | Stadion: Houtrust, Scheveningen |
| 25 april 1956 |                                   |       |                    | Stadion: Houtrust, Scheveningen |
| 25 april 1956 |                                   |       |                    | Stadion: Houtrust, Scheveningen |
|               |                                   |       |                    |                                 |

|               |     |                      |      |                                      |
| 25 april 1956 | BVV | 0 – 1                | GVAV | Stadion: De Vliert, 's-Hertogenbosch |
| 25 april 1956 |     | 42' Rikkert La Crois |      | Stadion: De Vliert, 's-Hertogenbosch |
| 25 april 1956 |     |                      |      | Stadion: De Vliert, 's-Hertogenbosch |
| 25 april 1956 |     |                      |      | Stadion: De Vliert, 's-Hertogenbosch |
|               |     |                      |      |                                      |

|               |                 |                                |           |                             |
| 25 april 1956 | De Volewijckers | 0 – 4                          | Elinkwijk | Stadion: Mosveld, Amsterdam |
| 25 april 1956 |                 | 3', 20', 23', 28' Wim de Jongh |           | Stadion: Mosveld, Amsterdam |
| 25 april 1956 |                 |                                |           | Stadion: Mosveld, Amsterdam |
| 25 april 1956 |                 |                                |           | Stadion: Mosveld, Amsterdam |
|               |                 |                                |           |                             |

|               |      |              |     |                            |
| 25 april 1956 | Emma | 0 – 1        | EDO | Stadion: Reeweg, Dordrecht |
| 25 april 1956 |      | 57' Leo Kops |     | Stadion: Reeweg, Dordrecht |
| 25 april 1956 |      |              |     | Stadion: Reeweg, Dordrecht |
| 25 april 1956 |      |              |     | Stadion: Reeweg, Dordrecht |
|               |      |              |     |                            |

|               |                                     |       |        |                                          |
| 25 april 1956 | Willem II                           | 2 – 0 | D.F.C. | Stadion: Gemeentelijk Sportpark, Tilburg |
| 25 april 1956 | Jan de Jongh 4' Jan van Roessel 78' |       |        | Stadion: Gemeentelijk Sportpark, Tilburg |
| 25 april 1956 |                                     |       |        | Stadion: Gemeentelijk Sportpark, Tilburg |
| 25 april 1956 |                                     |       |        | Stadion: Gemeentelijk Sportpark, Tilburg |
|               |                                     |       |        |                                          |

|               |                                      |       |                                                      |                                          |
| 25 april 1956 | Alkmaar '54                          | 2 – 3 | Feijenoord                                           | Stadion: Gemeentelijk Sportpark, Alkmaar |
| 25 april 1956 | Klaas (Kip) Smit 11' Rudi Michel 40' |       | 25' Tinus Bosselaar 28' Cor van der Gijp 83' Aad Bak | Stadion: Gemeentelijk Sportpark, Alkmaar |
| 25 april 1956 |                                      |       |                                                      | Stadion: Gemeentelijk Sportpark, Alkmaar |
| 25 april 1956 |                                      |       |                                                      | Stadion: Gemeentelijk Sportpark, Alkmaar |
|               |                                      |       |                                                      |                                          |

## Speelronde 28
|               |                     |       |                       |                                     |
| 29 april 1956 | SVV                 | 1 – 1 | De Graafschap         | Stadion: Frankelandsedijk, Schiedam |
| 29 april 1956 | Gerrit van Pelt 43' |       | 85' Gerard Selderhuis | Stadion: Frankelandsedijk, Schiedam |
| 29 april 1956 |                     |       |                       | Stadion: Frankelandsedijk, Schiedam |
| 29 april 1956 |                     |       |                       | Stadion: Frankelandsedijk, Schiedam |
|               |                     |       |                       |                                     |

|               |                                                 |       |                                                         |                                        |
| 29 april 1956 | Feijenoord                                      | 4 – 3 | SC Enschede                                             | Stadion: Stadion Feijenoord, Rotterdam |
| 29 april 1956 | Henk Schouten 31', 48', 83' Tinus Bosselaar 36' |       | 15' Gerrit Voges 75' Wim Feldmann 84' Arend van der Wel | Stadion: Stadion Feijenoord, Rotterdam |
| 29 april 1956 |                                                 |       |                                                         | Stadion: Stadion Feijenoord, Rotterdam |
| 29 april 1956 |                                                 |       |                                                         | Stadion: Stadion Feijenoord, Rotterdam |
|               |                                                 |       |                                                         |                                        |

|               |                                                    |       |     |                                     |
| 29 april 1956 | PSV                                                | 3 – 0 | MVV | Stadion: Philips Stadion, Eindhoven |
| 29 april 1956 | Coen Dillen 4' Toon Brusselers 32' Theo Buenen 53' |       |     | Stadion: Philips Stadion, Eindhoven |
| 29 april 1956 |                                                    |       |     | Stadion: Philips Stadion, Eindhoven |
| 29 april 1956 |                                                    |       |     | Stadion: Philips Stadion, Eindhoven |
|               |                                                    |       |     |                                     |

|               |           |       |     |                                     |
| 29 april 1956 | Sittardia | 0 – 0 | SHS | Stadion: Sittardia-terrein, Sittard |
| 29 april 1956 |           |       |     | Stadion: Sittardia-terrein, Sittard |
| 29 april 1956 |           |       |     | Stadion: Sittardia-terrein, Sittard |
| 29 april 1956 |           |       |     | Stadion: Sittardia-terrein, Sittard |
|               |           |       |     |                                     |

|               |                                       |       |                     |                              |
| 29 april 1956 | Rapid JC                              | 2 – 1 | BVV                 | Stadion: Kaalheide, Kerkrade |
| 29 april 1956 | Noud van Melis 5' Hubert Hanneman 60' |       | 18' Thijs Burgerhof | Stadion: Kaalheide, Kerkrade |
| 29 april 1956 |                                       |       |                     | Stadion: Kaalheide, Kerkrade |
| 29 april 1956 |                                       |       |                     | Stadion: Kaalheide, Kerkrade |
|               |                                       |       |                     |                              |

|               |                                                       |       |                 |                                |
| 29 april 1956 | GVAV                                                  | 3 – 0 | De Volewijckers | Stadion: Oosterpark, Groningen |
| 29 april 1956 | Johnny de Grooth Jaap van Oosten Jan Prins (e.d,) 87' |       |                 | Stadion: Oosterpark, Groningen |
| 29 april 1956 |                                                       |       |                 | Stadion: Oosterpark, Groningen |
| 29 april 1956 |                                                       |       |                 | Stadion: Oosterpark, Groningen |
|               |                                                       |       |                 |                                |

|               |                                                                                            |       |      |                                        |
| 29 april 1956 | Elinkwijk                                                                                  | 6 – 0 | Emma | Stadion: Amsterdamsestraatweg, Utrecht |
| 29 april 1956 | Bertus van Beek 47', 65' Wim de Jongh 57' Evert-Jan Vonk 59' Eef Westers 70' Jan Klein 87' |       |      | Stadion: Amsterdamsestraatweg, Utrecht |
| 29 april 1956 |                                                                                            |       |      | Stadion: Amsterdamsestraatweg, Utrecht |
| 29 april 1956 |                                                                                            |       |      | Stadion: Amsterdamsestraatweg, Utrecht |
|               |                                                                                            |       |      |                                        |

|               |     |                   |           |                                    |
| 29 april 1956 | EDO | 0 – 1             | Willem II | Stadion: Noordersportpark, Haarlem |
| 29 april 1956 |     | 9' Jan Brooijmans |           | Stadion: Noordersportpark, Haarlem |
| 29 april 1956 |     |                   |           | Stadion: Noordersportpark, Haarlem |
| 29 april 1956 |     |                   |           | Stadion: Noordersportpark, Haarlem |
|               |     |                   |           |                                    |

|               |                                        |       |                                                            |                                |
| 29 april 1956 | D.F.C.                                 | 2 – 3 | Alkmaar '54                                                | Stadion: Krommedijk, Dordrecht |
| 29 april 1956 | Piet van Es 18' Jan Advocaat (pen) 34' |       | 30' Klaas (Kip) Smit 45' Evert Smit 75' Henk van der Sluis | Stadion: Krommedijk, Dordrecht |
| 29 april 1956 |                                        |       |                                                            | Stadion: Krommedijk, Dordrecht |
| 29 april 1956 |                                        |       |                                                            | Stadion: Krommedijk, Dordrecht |
|               |                                        |       |                                                            |                                |

## Speelronde 29
|             |                                       |       |                                                                     |                                    |
| 13 mei 1956 | De Graafschap                         | 3 – 5 | Feijenoord                                                          | Stadion: De Vijverberg, Doetinchem |
| 13 mei 1956 | Epi Jansen 79' Pauke Meijers 81', 83' |       | 5', 32', 74' Henk Schouten 15' Cor van der Gijp 30' Tinus Bosselaar | Stadion: De Vijverberg, Doetinchem |
| 13 mei 1956 |                                       |       |                                                                     | Stadion: De Vijverberg, Doetinchem |
| 13 mei 1956 |                                       |       |                                                                     | Stadion: De Vijverberg, Doetinchem |
|             |                                       |       |                                                                     |                                    |

|             |                  |       |                    |                             |
| 13 mei 1956 | SC Enschede      | 1 – 1 | D.F.C.             | Stadion: Heekpark, Enschede |
| 13 mei 1956 | Joop Janssen 10' |       | 87' Freek Bellaard | Stadion: Heekpark, Enschede |
| 13 mei 1956 |                  |       |                    | Stadion: Heekpark, Enschede |
| 13 mei 1956 |                  |       |                    | Stadion: Heekpark, Enschede |
|             |                  |       |                    |                             |

|             |                                                           |       |     |                                    |
| 13 mei 1956 | MVV                                                       | 3 – 0 | SVV | Stadion: De Boschpoort, Maastricht |
| 13 mei 1956 | Harrie Verdonschot 23' J. Willems 53' Ton Couwenbergh 73' |       |     | Stadion: De Boschpoort, Maastricht |
| 13 mei 1956 |                                                           |       |     | Stadion: De Boschpoort, Maastricht |
| 13 mei 1956 |                                                           |       |     | Stadion: De Boschpoort, Maastricht |
|             |                                                           |       |     |                                    |

|             |                 |       |                      |                                 |
| 13 mei 1956 | SHS             | 1 – 2 | PSV                  | Stadion: Houtrust, Scheveningen |
| 13 mei 1956 | Cock Clavan 25' |       | 77', 90' Coen Dillen | Stadion: Houtrust, Scheveningen |
| 13 mei 1956 |                 |       |                      | Stadion: Houtrust, Scheveningen |
| 13 mei 1956 |                 |       |                      | Stadion: Houtrust, Scheveningen |
|             |                 |       |                      |                                 |

|             |                       |       |           |                                      |
| 13 mei 1956 | BVV                   | 1 – 0 | Sittardia | Stadion: De Vliert, 's-Hertogenbosch |
| 13 mei 1956 | Piet van Overbeek 23' |       |           | Stadion: De Vliert, 's-Hertogenbosch |
| 13 mei 1956 |                       |       |           | Stadion: De Vliert, 's-Hertogenbosch |
| 13 mei 1956 |                       |       |           | Stadion: De Vliert, 's-Hertogenbosch |
|             |                       |       |           |                                      |

|             |                                     |       |                                                                     |                             |
| 13 mei 1956 | De Volewijckers                     | 2 – 6 | Rapid JC                                                            | Stadion: Mosveld, Amsterdam |
| 13 mei 1956 | Dick Schenkel 84' Wout Advocaat 89' |       | 46', 50', 90' Hein Strouken 75' Noud van Melis 83', 87' Johan Adang | Stadion: Mosveld, Amsterdam |
| 13 mei 1956 |                                     |       |                                                                     | Stadion: Mosveld, Amsterdam |
| 13 mei 1956 |                                     |       |                                                                     | Stadion: Mosveld, Amsterdam |
|             |                                     |       |                                                                     |                             |

|             |               |       |                                                          |                            |
| 13 mei 1956 | Emma          | 1 – 3 | GVAV                                                     | Stadion: Reeweg, Dordrecht |
| 13 mei 1956 | Eef Stolk 32' |       | 20' Alie Kruger 33' Jaap van Oosten 89' Johnny de Grooth | Stadion: Reeweg, Dordrecht |
| 13 mei 1956 |               |       |                                                          | Stadion: Reeweg, Dordrecht |
| 13 mei 1956 |               |       |                                                          | Stadion: Reeweg, Dordrecht |
|             |               |       |                                                          |                            |

|             |           |               |           |                                          |
| 13 mei 1956 | Willem II | 0 – 1         | Elinkwijk | Stadion: Gemeentelijk Sportpark, Tilburg |
| 13 mei 1956 |           | 19' Jan Klein |           | Stadion: Gemeentelijk Sportpark, Tilburg |
| 13 mei 1956 |           |               |           | Stadion: Gemeentelijk Sportpark, Tilburg |
| 13 mei 1956 |           |               |           | Stadion: Gemeentelijk Sportpark, Tilburg |
|             |           |               |           |                                          |

|             |                |       |                                      |                                          |
| 13 mei 1956 | Alkmaar '54    | 1 – 2 | EDO                                  | Stadion: Gemeentelijk Sportpark, Alkmaar |
| 13 mei 1956 | Evert Smit 15' |       | 40' Henk Leonhardt 60' Leen Plaizier | Stadion: Gemeentelijk Sportpark, Alkmaar |
| 13 mei 1956 |                |       |                                      | Stadion: Gemeentelijk Sportpark, Alkmaar |
| 13 mei 1956 |                |       |                                      | Stadion: Gemeentelijk Sportpark, Alkmaar |
|             |                |       |                                      |                                          |

## Speelronde 30
|             |                 |       |                                             |                                                          |
| 19 mei 1956 | SVV             | 1 – 4 | Feijenoord                                  | Stadion: Frankelandsedijk, Schiedam Toeschouwers: 12.000 |
| 19 mei 1956 | Kees Maltha 40' |       | 19', 45', -' Cor van der Gijp Henk Schouten | Stadion: Frankelandsedijk, Schiedam Toeschouwers: 12.000 |
| 19 mei 1956 |                 |       |                                             | Stadion: Frankelandsedijk, Schiedam Toeschouwers: 12.000 |
| 19 mei 1956 |                 |       |                                             | Stadion: Frankelandsedijk, Schiedam Toeschouwers: 12.000 |
|             |                 |       |                                             |                                                          |

|             |     |                                           |             |                                                        |
| 19 mei 1956 | EDO | 0 – 3                                     | SC Enschede | Stadion: Noordersportpark, Haarlem Toeschouwers: 5.000 |
| 19 mei 1956 |     | 3', 57' Abe Lenstra 17' Gerrit Moddejonge |             | Stadion: Noordersportpark, Haarlem Toeschouwers: 5.000 |
| 19 mei 1956 |     |                                           |             | Stadion: Noordersportpark, Haarlem Toeschouwers: 5.000 |
| 19 mei 1956 |     |                                           |             | Stadion: Noordersportpark, Haarlem Toeschouwers: 5.000 |
|             |     |                                           |             |                                                        |

|             |                                      |       |     |                                                        |
| 19 mei 1956 | MVV                                  | 2 – 0 | SHS | Stadion: De Boschpoort, Maastricht Toeschouwers: 8.500 |
| 19 mei 1956 | Chris Coenen 40' Fons van Wissen 55' |       |     | Stadion: De Boschpoort, Maastricht Toeschouwers: 8.500 |
| 19 mei 1956 |                                      |       |     | Stadion: De Boschpoort, Maastricht Toeschouwers: 8.500 |
| 19 mei 1956 |                                      |       |     | Stadion: De Boschpoort, Maastricht Toeschouwers: 8.500 |
|             |                                      |       |     |                                                        |

|             |                 |       |     |                                                          |
| 19 mei 1956 | PSV             | 1 – 0 | BVV | Stadion: Philips Stadion, Eindhoven Toeschouwers: 13.000 |
| 19 mei 1956 | Coen Dillen 77' |       |     | Stadion: Philips Stadion, Eindhoven Toeschouwers: 13.000 |
| 19 mei 1956 |                 |       |     | Stadion: Philips Stadion, Eindhoven Toeschouwers: 13.000 |
| 19 mei 1956 |                 |       |     | Stadion: Philips Stadion, Eindhoven Toeschouwers: 13.000 |
|             |                 |       |     |                                                          |

|             |                           |       |                                         |                                                         |
| 19 mei 1956 | Sittardia                 | 3 – 2 | De Volewijckers                         | Stadion: Sittardia-terrein, Sittard Toeschouwers: 2.000 |
| 19 mei 1956 | Harie Ehlen 52', 65', 88' |       | 13' Bep van Breenen 58' Willem Ladenius | Stadion: Sittardia-terrein, Sittard Toeschouwers: 2.000 |
| 19 mei 1956 |                           |       |                                         | Stadion: Sittardia-terrein, Sittard Toeschouwers: 2.000 |
| 19 mei 1956 |                           |       |                                         | Stadion: Sittardia-terrein, Sittard Toeschouwers: 2.000 |
|             |                           |       |                                         |                                                         |

|             |                       |       |                         |                                                  |
| 19 mei 1956 | Rapid JC              | 2 – 1 | Emma                    | Stadion: Kaalheide, Kerkrade Toeschouwers: 1.000 |
| 19 mei 1956 | Hein Strouken 1', 55' |       | 50' Bram van der Hoeven | Stadion: Kaalheide, Kerkrade Toeschouwers: 1.000 |
| 19 mei 1956 |                       |       |                         | Stadion: Kaalheide, Kerkrade Toeschouwers: 1.000 |
| 19 mei 1956 |                       |       |                         | Stadion: Kaalheide, Kerkrade Toeschouwers: 1.000 |
|             |                       |       |                         |                                                  |

|             |      |                  |           |                                                     |
| 19 mei 1956 | GVAV | 0 – 1            | Willem II | Stadion: Oosterpark, Groningen Toeschouwers: 10.000 |
| 19 mei 1956 |      | 20' Piet de Jong |           | Stadion: Oosterpark, Groningen Toeschouwers: 10.000 |
| 19 mei 1956 |      |                  |           | Stadion: Oosterpark, Groningen Toeschouwers: 10.000 |
| 19 mei 1956 |      |                  |           | Stadion: Oosterpark, Groningen Toeschouwers: 10.000 |
|             |      |                  |           |                                                     |

|             |                                    |       |                |                                                            |
| 19 mei 1956 | Elinkwijk                          | 2 – 1 | Alkmaar '54    | Stadion: Amsterdamsestraatweg, Utrecht Toeschouwers: 9.000 |
| 19 mei 1956 | Evert-Jan Vonk 67' Jan Huntink 77' |       | 25' Klaas Smit | Stadion: Amsterdamsestraatweg, Utrecht Toeschouwers: 9.000 |
| 19 mei 1956 |                                    |       |                | Stadion: Amsterdamsestraatweg, Utrecht Toeschouwers: 9.000 |
| 19 mei 1956 |                                    |       |                | Stadion: Amsterdamsestraatweg, Utrecht Toeschouwers: 9.000 |
|             |                                    |       |                |                                                            |

|             |                                        |       |                |                                                    |
| 19 mei 1956 | D.F.C.                                 | 3 – 1 | De Graafschap  | Stadion: Krommedijk, Dordrecht Toeschouwers: 4.500 |
| 19 mei 1956 | Piet Meeusen 23', 60' Wim de Groot 30' |       | 89' Epi Jansen | Stadion: Krommedijk, Dordrecht Toeschouwers: 4.500 |
| 19 mei 1956 |                                        |       |                | Stadion: Krommedijk, Dordrecht Toeschouwers: 4.500 |
| 19 mei 1956 |                                        |       |                | Stadion: Krommedijk, Dordrecht Toeschouwers: 4.500 |
|             |                                        |       |                |                                                    |

## Speelronde 31
|             |                                                       |       |           |                                                  |
| 21 mei 1956 | SC Enschede                                           | 4 – 0 | Elinkwijk | Stadion: Heekpark, Enschede Toeschouwers: 22.000 |
| 21 mei 1956 | Hennie Oonk 15' Abe Lenstra 30', 57' Gerrit Voges 52' |       |           | Stadion: Heekpark, Enschede Toeschouwers: 22.000 |
| 21 mei 1956 |                                                       |       |           | Stadion: Heekpark, Enschede Toeschouwers: 22.000 |
| 21 mei 1956 |                                                       |       |           | Stadion: Heekpark, Enschede Toeschouwers: 22.000 |
|             |                                                       |       |           |                                                  |

|             |             |       |                  |                                                             |
| 21 mei 1956 | Feijenoord  | 1 – 1 | D.F.C.           | Stadion: Stadion Feijenoord, Rotterdam Toeschouwers: 40.000 |
| 21 mei 1956 | Aad Bak 30' |       | 14' Jan de Jager | Stadion: Stadion Feijenoord, Rotterdam Toeschouwers: 40.000 |
| 21 mei 1956 |             |       |                  | Stadion: Stadion Feijenoord, Rotterdam Toeschouwers: 40.000 |
| 21 mei 1956 |             |       |                  | Stadion: Stadion Feijenoord, Rotterdam Toeschouwers: 40.000 |
|             |             |       |                  |                                                             |

|             |                     |       |                       |                                                     |
| 21 mei 1956 | SHS                 | 2 – 2 | SVV                   | Stadion: Houtrust, Scheveningen Toeschouwers: 9.000 |
| 21 mei 1956 | Wim Zwarts 10', 30' |       | 44', -' Henk Könemann | Stadion: Houtrust, Scheveningen Toeschouwers: 9.000 |
| 21 mei 1956 |                     |       |                       | Stadion: Houtrust, Scheveningen Toeschouwers: 9.000 |
| 21 mei 1956 |                     |       |                       | Stadion: Houtrust, Scheveningen Toeschouwers: 9.000 |
|             |                     |       |                       |                                                     |

|             |                           |       |                     |                                                          |
| 21 mei 1956 | BVV                       | 1 – 1 | MVV                 | Stadion: De Vliert, 's-Hertogenbosch Toeschouwers: 7.000 |
| 21 mei 1956 | Henk Quaadvliet (pen) 68' |       | 18' Fons van Wissen | Stadion: De Vliert, 's-Hertogenbosch Toeschouwers: 7.000 |
| 21 mei 1956 |                           |       |                     | Stadion: De Vliert, 's-Hertogenbosch Toeschouwers: 7.000 |
| 21 mei 1956 |                           |       |                     | Stadion: De Vliert, 's-Hertogenbosch Toeschouwers: 7.000 |
|             |                           |       |                     |                                                          |

|             |                 |                                                                    |     |                                                 |
| 21 mei 1956 | De Volewijckers | 0 – 6                                                              | PSV | Stadion: Mosveld, Amsterdam Toeschouwers: 3.500 |
| 21 mei 1956 |                 | 7' Coen Dillen 20', 36' Toon Brusselers 30', 38', 59' Piet Fransen |     | Stadion: Mosveld, Amsterdam Toeschouwers: 3.500 |
| 21 mei 1956 |                 |                                                                    |     | Stadion: Mosveld, Amsterdam Toeschouwers: 3.500 |
| 21 mei 1956 |                 |                                                                    |     | Stadion: Mosveld, Amsterdam Toeschouwers: 3.500 |
|             |                 |                                                                    |     |                                                 |

|             |           |                                           |          |                                                               |
| 21 mei 1956 | Willem II | 0 – 3                                     | Rapid JC | Stadion: Gemeentelijk Sportpark, Tilburg Toeschouwers: 10.000 |
| 21 mei 1956 |           | 70' Noud van Melis 73', 88' Hub Bisschops |          | Stadion: Gemeentelijk Sportpark, Tilburg Toeschouwers: 10.000 |
| 21 mei 1956 |           |                                           |          | Stadion: Gemeentelijk Sportpark, Tilburg Toeschouwers: 10.000 |
| 21 mei 1956 |           |                                           |          | Stadion: Gemeentelijk Sportpark, Tilburg Toeschouwers: 10.000 |
|             |           |                                           |          |                                                               |

|             |                      |       |                 |                                                               |
| 21 mei 1956 | Alkmaar '54          | 1 – 1 | GVAV            | Stadion: Gemeentelijk Sportpark, Alkmaar Toeschouwers: 14.000 |
| 21 mei 1956 | Klaas (Kip) Smit 63' |       | 48' Alie Kruger | Stadion: Gemeentelijk Sportpark, Alkmaar Toeschouwers: 14.000 |
| 21 mei 1956 |                      |       |                 | Stadion: Gemeentelijk Sportpark, Alkmaar Toeschouwers: 14.000 |
| 21 mei 1956 |                      |       |                 | Stadion: Gemeentelijk Sportpark, Alkmaar Toeschouwers: 14.000 |
|             |                      |       |                 |                                                               |

|             |                                                      |       |                   |                                                        |
| 21 mei 1956 | De Graafschap                                        | 3 – 1 | EDO               | Stadion: De Vijverberg, Doetinchem Toeschouwers: 6.000 |
| 21 mei 1956 | Epi Jansen 3' Dick Faber 46' Pauke Meijers (pen) 57' |       | 80' Leen Plaizier | Stadion: De Vijverberg, Doetinchem Toeschouwers: 6.000 |
| 21 mei 1956 |                                                      |       |                   | Stadion: De Vijverberg, Doetinchem Toeschouwers: 6.000 |
| 21 mei 1956 |                                                      |       |                   | Stadion: De Vijverberg, Doetinchem Toeschouwers: 6.000 |
|             |                                                      |       |                   |                                                        |

|             |              |       |                                                                                 |                            |
| 21 mei 1956 | Emma         | 1 – 4 | Sittardia                                                                       | Stadion: Reeweg, Dordrecht |
| 21 mei 1956 | Eef Stolk 4' |       | 40' Gerard (Sjeer) Gruisen 42' Harie Ehlen 83' Willy Erkens 90' Antoine Gardier | Stadion: Reeweg, Dordrecht |
| 21 mei 1956 |              |       |                                                                                 | Stadion: Reeweg, Dordrecht |
| 21 mei 1956 |              |       |                                                                                 | Stadion: Reeweg, Dordrecht |
|             |              |       |                                                                                 |                            |

## Speelronde 32
|             |                                        |       |                                                                               |                                     |
| 27 mei 1956 | SVV                                    | 2 – 7 | D.F.C.                                                                        | Stadion: Frankelandsedijk, Schiedam |
| 27 mei 1956 | Jacques Heijster Cor van Schijndel 80' |       | 3' Piet Meeusen 21', –' Freek Bellaard Jan de Jager 48', 53', –' Wim de Groot | Stadion: Frankelandsedijk, Schiedam |
| 27 mei 1956 |                                        |       |                                                                               | Stadion: Frankelandsedijk, Schiedam |
| 27 mei 1956 |                                        |       |                                                                               | Stadion: Frankelandsedijk, Schiedam |
|             |                                        |       |                                                                               |                                     |

|             |                                                |       |                 |                                |
| 27 mei 1956 | GVAV                                           | 3 – 1 | SC Enschede     | Stadion: Oosterpark, Groningen |
| 27 mei 1956 | Rikkert La Crois 12' Johnny de Grooth 14', 54' |       | 54' Abe Lenstra | Stadion: Oosterpark, Groningen |
| 27 mei 1956 |                                                |       |                 | Stadion: Oosterpark, Groningen |
| 27 mei 1956 |                                                |       |                 | Stadion: Oosterpark, Groningen |
|             |                                                |       |                 |                                |

|             |              |       |                                                                 |                                 |
| 27 mei 1956 | SHS          | 1 – 5 | BVV                                                             | Stadion: Houtrust, Scheveningen |
| 27 mei 1956 | Jan van Geen |       | Wim van Hintum -', -', -' Max van Beurden Marius van den Dungen | Stadion: Houtrust, Scheveningen |
| 27 mei 1956 |              |       |                                                                 | Stadion: Houtrust, Scheveningen |
| 27 mei 1956 |              |       |                                                                 | Stadion: Houtrust, Scheveningen |
|             |              |       |                                                                 |                                 |

|             |                                                                                             |       |                   |                                    |
| 27 mei 1956 | MVV                                                                                         | 7 – 1 | De Volewijckers   | Stadion: De Boschpoort, Maastricht |
| 27 mei 1956 | Fons van Wissen Ton Couwenbergh 40', 58', 75' Albert Ummels 43', 51' Arie Muller (e.d.) 82' |       | 69' Wout Advocaat | Stadion: De Boschpoort, Maastricht |
| 27 mei 1956 |                                                                                             |       |                   | Stadion: De Boschpoort, Maastricht |
| 27 mei 1956 |                                                                                             |       |                   | Stadion: De Boschpoort, Maastricht |
|             |                                                                                             |       |                   |                                    |

|             |                                                          |       |      |                                     |
| 27 mei 1956 | PSV                                                      | 4 – 0 | Emma | Stadion: Philips Stadion, Eindhoven |
| 27 mei 1956 | Toon Brusselers 3', 79' Piet Fransen 76' Coen Dillen 90' |       |      | Stadion: Philips Stadion, Eindhoven |
| 27 mei 1956 |                                                          |       |      | Stadion: Philips Stadion, Eindhoven |
| 27 mei 1956 |                                                          |       |      | Stadion: Philips Stadion, Eindhoven |
|             |                                                          |       |      |                                     |

|             |                 |       |           |                                     |
| 27 mei 1956 | Sittardia       | 1 – 0 | Willem II | Stadion: Sittardia-terrein, Sittard |
| 27 mei 1956 | Harie Ehlen 16' |       |           | Stadion: Sittardia-terrein, Sittard |
| 27 mei 1956 |                 |       |           | Stadion: Sittardia-terrein, Sittard |
| 27 mei 1956 |                 |       |           | Stadion: Sittardia-terrein, Sittard |
|             |                 |       |           |                                     |

|             |                                                                             |       |             |                              |
| 27 mei 1956 | Rapid JC                                                                    | 6 – 0 | Alkmaar '54 | Stadion: Kaalheide, Kerkrade |
| 27 mei 1956 | Noud van Melis 16', 80' Huub Janssen 32', 85' Johan Adang 53' Hein Strouken |       |             | Stadion: Kaalheide, Kerkrade |
| 27 mei 1956 |                                                                             |       |             | Stadion: Kaalheide, Kerkrade |
| 27 mei 1956 |                                                                             |       |             | Stadion: Kaalheide, Kerkrade |
|             |                                                                             |       |             |                              |

|             |                     |       |                  |                                        |
| 27 mei 1956 | Elinkwijk           | 1 – 1 | De Graafschap    | Stadion: Amsterdamsestraatweg, Utrecht |
| 27 mei 1956 | Bertus van Beek 72' |       | 74' Jan Bovenius | Stadion: Amsterdamsestraatweg, Utrecht |
| 27 mei 1956 |                     |       |                  | Stadion: Amsterdamsestraatweg, Utrecht |
| 27 mei 1956 |                     |       |                  | Stadion: Amsterdamsestraatweg, Utrecht |
|             |                     |       |                  |                                        |

|             |                |       |                                       |                                    |
| 27 mei 1956 | EDO            | 1 – 2 | Feijenoord                            | Stadion: Noordersportpark, Haarlem |
| 27 mei 1956 | Doby Peters 8' |       | 42' Cor van der Gijp 89' Coen Moulijn | Stadion: Noordersportpark, Haarlem |
| 27 mei 1956 |                |       |                                       | Stadion: Noordersportpark, Haarlem |
| 27 mei 1956 |                |       |                                       | Stadion: Noordersportpark, Haarlem |
|             |                |       |                                       |                                    |

## Speelronde 33
|             |                                                   |       |                 |                                                    |
| 3 juni 1956 | D.F.C.                                            | 3 – 1 | EDO             | Stadion: Krommedijk, Dordrecht Toeschouwers: 5.500 |
| 3 juni 1956 | Bas Joossen 1' Piet Meeusen 3' Freek Bellaard 75' |       | 76' Doby Peters | Stadion: Krommedijk, Dordrecht Toeschouwers: 5.500 |
| 3 juni 1956 |                                                   |       |                 | Stadion: Krommedijk, Dordrecht Toeschouwers: 5.500 |
| 3 juni 1956 |                                                   |       |                 | Stadion: Krommedijk, Dordrecht Toeschouwers: 5.500 |
|             |                                                   |       |                 |                                                    |

|             |                 |       |                                                                      |                                                  |
| 3 juni 1956 | SC Enschede     | 1 – 6 | Rapid JC                                                             | Stadion: Heekpark, Enschede Toeschouwers: 18.000 |
| 3 juni 1956 | Abe Lenstra 77' |       | 13', 53' Hub Bisschops 51', 70' Noud van Melis 56', 75' Huub Janssen | Stadion: Heekpark, Enschede Toeschouwers: 18.000 |
| 3 juni 1956 |                 |       |                                                                      | Stadion: Heekpark, Enschede Toeschouwers: 18.000 |
| 3 juni 1956 |                 |       |                                                                      | Stadion: Heekpark, Enschede Toeschouwers: 18.000 |
|             |                 |       |                                                                      |                                                  |

|             |                        |       |                   |                                                         |
| 3 juni 1956 | SVV                    | 2 – 1 | BVV               | Stadion: Frankelandsedijk, Schiedam Toeschouwers: 3.000 |
| 3 juni 1956 | Henk Könemann 44', 57' |       | 1' Wim van Hintum | Stadion: Frankelandsedijk, Schiedam Toeschouwers: 3.000 |
| 3 juni 1956 |                        |       |                   | Stadion: Frankelandsedijk, Schiedam Toeschouwers: 3.000 |
| 3 juni 1956 |                        |       |                   | Stadion: Frankelandsedijk, Schiedam Toeschouwers: 3.000 |
|             |                        |       |                   |                                                         |

|             |                                   |       |                                                             |                                                 |
| 3 juni 1956 | De Volewijckers                   | 2 – 5 | SHS                                                         | Stadion: Mosveld, Amsterdam Toeschouwers: 2.000 |
| 3 juni 1956 | Sjaak de Vries Simon van der Oord |       | Piet Dekker Jan van Geen Jan Everse Cock Clavan Mick Clavan | Stadion: Mosveld, Amsterdam Toeschouwers: 2.000 |
| 3 juni 1956 |                                   |       |                                                             | Stadion: Mosveld, Amsterdam Toeschouwers: 2.000 |
| 3 juni 1956 |                                   |       |                                                             | Stadion: Mosveld, Amsterdam Toeschouwers: 2.000 |
|             |                                   |       |                                                             |                                                 |

|             |                        |       |                                                               |                                                |
| 3 juni 1956 | Emma                   | 1 – 4 | MVV                                                           | Stadion: Reeweg, Dordrecht Toeschouwers: 1.000 |
| 3 juni 1956 | Janus van der Gijp 75' |       | 8', 47' Albert Ummels 35' Fons van Wissen 68' Ton Couwenbergh | Stadion: Reeweg, Dordrecht Toeschouwers: 1.000 |
| 3 juni 1956 |                        |       |                                                               | Stadion: Reeweg, Dordrecht Toeschouwers: 1.000 |
| 3 juni 1956 |                        |       |                                                               | Stadion: Reeweg, Dordrecht Toeschouwers: 1.000 |
|             |                        |       |                                                               |                                                |

|             |                                      |       |                                                              |                                                              |
| 3 juni 1956 | Willem II                            | 2 – 4 | PSV                                                          | Stadion: Gemeentelijk Sportpark, Tilburg Toeschouwers: 5.000 |
| 3 juni 1956 | Jan van Roessel 13' Piet de Jong 33' |       | 24', 28' Piet Fransen 40' (pen) Ad van Tuijl 84' Coen Dillen | Stadion: Gemeentelijk Sportpark, Tilburg Toeschouwers: 5.000 |
| 3 juni 1956 |                                      |       |                                                              | Stadion: Gemeentelijk Sportpark, Tilburg Toeschouwers: 5.000 |
| 3 juni 1956 |                                      |       |                                                              | Stadion: Gemeentelijk Sportpark, Tilburg Toeschouwers: 5.000 |
|             |                                      |       |                                                              |                                                              |

|             |               |       |                |                                                               |
| 3 juni 1956 | Alkmaar '54   | 1 – 1 | Sittardia      | Stadion: Gemeentelijk Sportpark, Alkmaar Toeschouwers: 10.000 |
| 3 juni 1956 | Piet Kaas 20' |       | 5' Harie Ehlen | Stadion: Gemeentelijk Sportpark, Alkmaar Toeschouwers: 10.000 |
| 3 juni 1956 |               |       |                | Stadion: Gemeentelijk Sportpark, Alkmaar Toeschouwers: 10.000 |
| 3 juni 1956 |               |       |                | Stadion: Gemeentelijk Sportpark, Alkmaar Toeschouwers: 10.000 |
|             |               |       |                |                                                               |

|             |               |       |      |                                                        |
| 3 juni 1956 | De Graafschap | 0 – 0 | GVAV | Stadion: De Vijverberg, Doetinchem Toeschouwers: 7.000 |
| 3 juni 1956 |               |       |      | Stadion: De Vijverberg, Doetinchem Toeschouwers: 7.000 |
| 3 juni 1956 |               |       |      | Stadion: De Vijverberg, Doetinchem Toeschouwers: 7.000 |
| 3 juni 1956 |               |       |      | Stadion: De Vijverberg, Doetinchem Toeschouwers: 7.000 |
|             |               |       |      |                                                        |

|             |                      |       |               |                                                             |
| 3 juni 1956 | Feijenoord           | 1 – 1 | Elinkwijk     | Stadion: Stadion Feijenoord, Rotterdam Toeschouwers: 50.000 |
| 3 juni 1956 | Piet Steenbergen 42' |       | 55' Jan Klein | Stadion: Stadion Feijenoord, Rotterdam Toeschouwers: 50.000 |
| 3 juni 1956 |                      |       |               | Stadion: Stadion Feijenoord, Rotterdam Toeschouwers: 50.000 |
| 3 juni 1956 |                      |       |               | Stadion: Stadion Feijenoord, Rotterdam Toeschouwers: 50.000 |
|             |                      |       |               |                                                             |

## Speelronde 34
|             |                                                        |       |                   |                                                        |
| 9 juni 1956 | EDO                                                    | 4 – 1 | SVV               | Stadion: Noordersportpark, Haarlem Toeschouwers: 2.000 |
| 9 juni 1956 | Hans Spiers 17', 89' Doby Peters 25' Leen Plaizier 37' |       | 78' Henk Könemann | Stadion: Noordersportpark, Haarlem Toeschouwers: 2.000 |
| 9 juni 1956 |                                                        |       |                   | Stadion: Noordersportpark, Haarlem Toeschouwers: 2.000 |
| 9 juni 1956 |                                                        |       |                   | Stadion: Noordersportpark, Haarlem Toeschouwers: 2.000 |
|             |                                                        |       |                   |                                                        |

|              |                 |       |                               |                                                         |
| 10 juni 1956 | Sittardia       | 1 – 2 | SC Enschede                   | Stadion: Sittardia-terrein, Sittard Toeschouwers: 3.000 |
| 10 juni 1956 | Harie Ehlen 44' |       | 20' Abe Lenstra Joop Odenthal | Stadion: Sittardia-terrein, Sittard Toeschouwers: 3.000 |
| 10 juni 1956 |                 |       |                               | Stadion: Sittardia-terrein, Sittard Toeschouwers: 3.000 |
| 10 juni 1956 |                 |       |                               | Stadion: Sittardia-terrein, Sittard Toeschouwers: 3.000 |
|              |                 |       |                               |                                                         |

|              |                                                                                  |       |                                           |                                                          |
| 10 juni 1956 | BVV                                                                              | 4 – 2 | De Volewijckers                           | Stadion: De Vliert, 's-Hertogenbosch Toeschouwers: 7.000 |
| 10 juni 1956 | Piet van Overbeek 16' Mari van Bergen 17' Wim van Hintum 19' Max van Beurden 54' |       | 43' Sjaak de Vries 81' Simon van der Oord | Stadion: De Vliert, 's-Hertogenbosch Toeschouwers: 7.000 |
| 10 juni 1956 |                                                                                  |       |                                           | Stadion: De Vliert, 's-Hertogenbosch Toeschouwers: 7.000 |
| 10 juni 1956 |                                                                                  |       |                                           | Stadion: De Vliert, 's-Hertogenbosch Toeschouwers: 7.000 |
|              |                                                                                  |       |                                           |                                                          |

|              |                                                                      |       |               |                                                     |
| 10 juni 1956 | SHS                                                                  | 6 – 1 | Emma          | Stadion: Houtrust, Scheveningen Toeschouwers: 2.000 |
| 10 juni 1956 | Johnny van der Zwan Piet Dekker -', -' Mick Clavan Jan Everse -', -' |       | Jan Hardenbol | Stadion: Houtrust, Scheveningen Toeschouwers: 2.000 |
| 10 juni 1956 |                                                                      |       |               | Stadion: Houtrust, Scheveningen Toeschouwers: 2.000 |
| 10 juni 1956 |                                                                      |       |               | Stadion: Houtrust, Scheveningen Toeschouwers: 2.000 |
|              |                                                                      |       |               |                                                     |

|              |                                               |       |                      |                                                         |
| 10 juni 1956 | MVV                                           | 3 – 1 | Willem II            | Stadion: De Boschpoort, Maastricht Toeschouwers: 15.000 |
| 10 juni 1956 | Gerrie Reijnders 12' Ton Couwenbergh 16', 19' |       | 86' Nico van Elderen | Stadion: De Boschpoort, Maastricht Toeschouwers: 15.000 |
| 10 juni 1956 |                                               |       |                      | Stadion: De Boschpoort, Maastricht Toeschouwers: 15.000 |
| 10 juni 1956 |                                               |       |                      | Stadion: De Boschpoort, Maastricht Toeschouwers: 15.000 |
|              |                                               |       |                      |                                                         |

|              |                                                          |       |                               |                                                         |
| 10 juni 1956 | PSV                                                      | 4 – 3 | Alkmaar '54                   | Stadion: Philips Stadion, Eindhoven Toeschouwers: 8.000 |
| 10 juni 1956 | Piet Fransen 9' Coen Dillen 48', 84' Toon Brusselers 74' |       | 2', 19', 49' Klaas (Kip) Smit | Stadion: Philips Stadion, Eindhoven Toeschouwers: 8.000 |
| 10 juni 1956 |                                                          |       |                               | Stadion: Philips Stadion, Eindhoven Toeschouwers: 8.000 |
| 10 juni 1956 |                                                          |       |                               | Stadion: Philips Stadion, Eindhoven Toeschouwers: 8.000 |
|              |                                                          |       |                               |                                                         |

|              |                                                               |       |               |                                                  |
| 10 juni 1956 | Rapid JC                                                      | 6 – 1 | De Graafschap | Stadion: Kaalheide, Kerkrade Toeschouwers: 3.500 |
| 10 juni 1956 | Noud van Melis 3', –', –' Huub Janssen 30', 48' Hein Strouken |       | 7' Epi Jansen | Stadion: Kaalheide, Kerkrade Toeschouwers: 3.500 |
| 10 juni 1956 |                                                               |       |               | Stadion: Kaalheide, Kerkrade Toeschouwers: 3.500 |
| 10 juni 1956 |                                                               |       |               | Stadion: Kaalheide, Kerkrade Toeschouwers: 3.500 |
|              |                                                               |       |               |                                                  |

|              |                                                                     |       |                                                      |                                                     |
| 10 juni 1956 | GVAV                                                                | 5 – 4 | Feijenoord                                           | Stadion: Oosterpark, Groningen Toeschouwers: 14.000 |
| 10 juni 1956 | Rikkert La Crois 29', 45' Johnny de Grooth 48' Henk Meuken 56', 90' |       | 20', 62' (pen) Henk Schouten -', -' Cor van der Gijp | Stadion: Oosterpark, Groningen Toeschouwers: 14.000 |
| 10 juni 1956 |                                                                     |       |                                                      | Stadion: Oosterpark, Groningen Toeschouwers: 14.000 |
| 10 juni 1956 |                                                                     |       |                                                      | Stadion: Oosterpark, Groningen Toeschouwers: 14.000 |
|              |                                                                     |       |                                                      |                                                     |

|              |                                                 |       |                 |                                                             |
| 10 juni 1956 | Elinkwijk                                       | 3 – 1 | D.F.C.          | Stadion: Amsterdamsestraatweg, Utrecht Toeschouwers: 14.500 |
| 10 juni 1956 | Jan Huntink 8' Eef Westers 12' Wim de Jongh 85' |       | 65' Koos Schaap | Stadion: Amsterdamsestraatweg, Utrecht Toeschouwers: 14.500 |
| 10 juni 1956 |                                                 |       |                 | Stadion: Amsterdamsestraatweg, Utrecht Toeschouwers: 14.500 |
| 10 juni 1956 |                                                 |       |                 | Stadion: Amsterdamsestraatweg, Utrecht Toeschouwers: 14.500 |
|              |                                                 |       |                 |                                                             |